# Heráldica

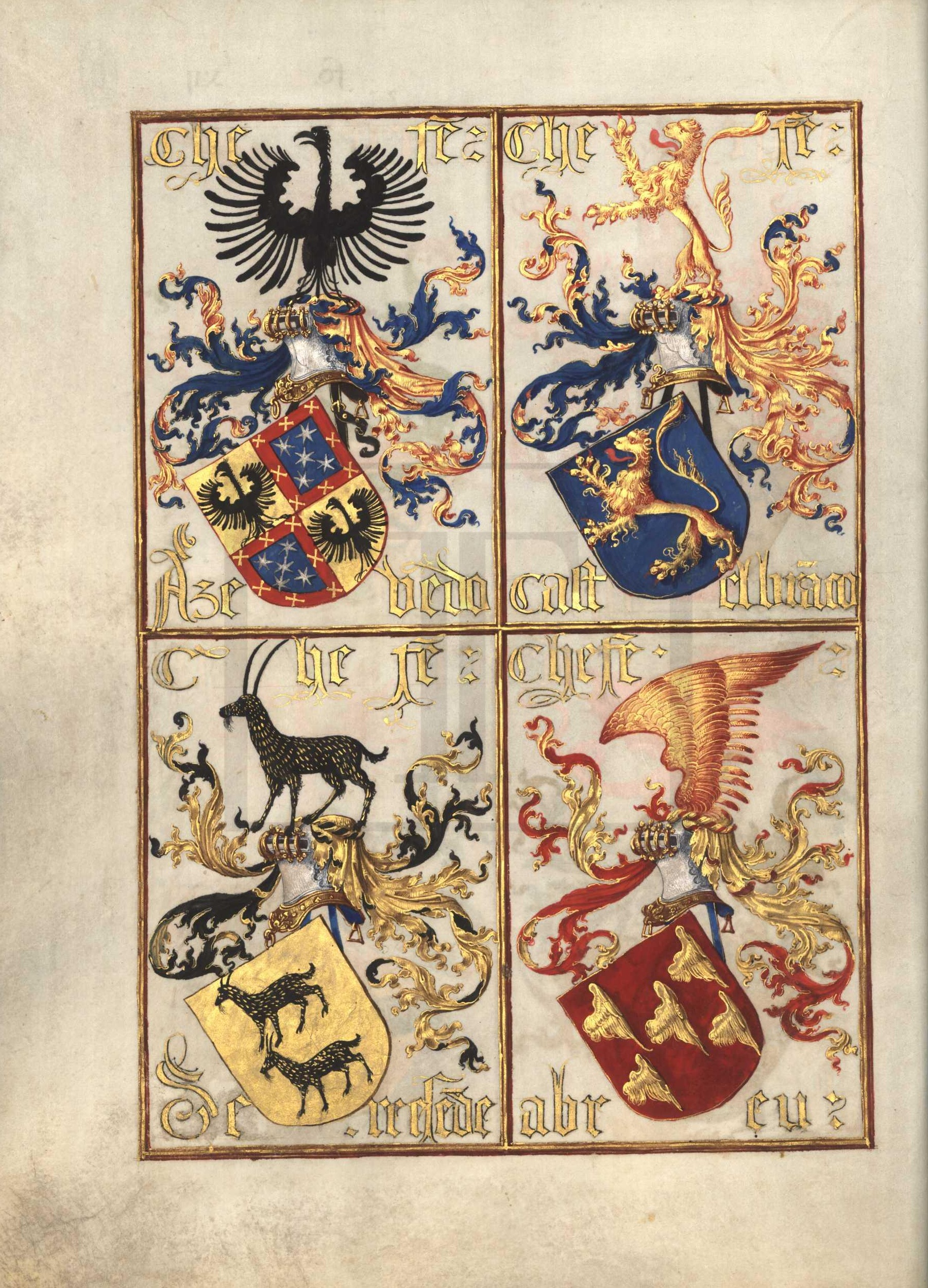
Brasões do Livro da Nobreza e Perfeiçam das Armas, famoso armorial português.

Heráldica ou armaria é um sistema de identificação visual e simbolismo criado na Europa no século XII, baseado nos brasões de armas ou escudos. O termo também designa a arte de elaborar os brasões e a ciência que estuda suas regras, formas, tradições, simbolismos e significados históricos, políticos, culturais e sociais.
As origens da heráldica são incertas, mas provavelmente derivou de sistemas de identificação visual cultivados desde a Antiguidade. Segundo a tradição os brasões surgiram para distinguir os participantes das batalhas e dos torneios, mas serviu também para registrar visualmente os serviços por eles prestados, que eram simbolizados nos seus escudos, mantendo essa função identificadora ao longo de toda a sua história. Embora a palavra escudo seja comumente utilizada para se referir ao brasão de armas no seu todo, na realidade o escudo é apenas um dos seus elementos, e muitas vezes ele é o único elemento existente ou conhecido. A composição tradicional de um brasão segue uma série de regras mais ou menos estritas, e sua descrição é feita através de uma linguagem própria, o brasonamento. O escudo pode ser acompanhado por outros elementos, como suportes, coronéis, listéis com motes (ou lemas). No escudo são gravadas figuras, objetos ou sinais, que configuram um conjunto identificador, às vezes num campo (fundo) indiviso, às vezes subdividido de variadas maneiras. 
Nos primeiros séculos de existência da heráldica a adoção de brasões ou escudos era livre, e de modo geral qualquer pessoa podia criar um para uso pessoal ou familiar. Entre os séculos XIII e XIV, com efeito, os brasões se multiplicaram prodigiosamente em todos os estratos sociais, além de identificarem corporações de ofícios, Estados, cidades, comunidades leigas e religiosas, irmandades, associações, partidos políticos e outras entidades formais ou informais, tornando-se uma linguagem visual onipresente e muito apreciada por todos. A partir do século XV as monarquias passaram a tentar regulamentar a criação e uso de brasões através de legislação especial, objetivando restringir sua posse à nobreza, aos patriciados, ao alto clero, às autarquias civis e instituições ilustres, mas, salvo em poucos países, essa legislação restritiva teve escasso efeito prático, continuando a serem usados pela plebe extensiva e ininterruptamente até a contemporaneidade. Mesmo assim, esse processo influenciou o desenvolvimento de uma falsa percepção da heráldica como uma prática exclusiva da aristocracia.
Depois de um período de relativo descrédito no início do século XX, causado pela abolição de muitas das antigas monarquias, recuperou uma grande popularidade, difundindo-se por todo o mundo, e ao mesmo tempo conheceu uma significativa flexibilização em seus princípios, devido ao seu cultivo por uma multidão de leigos, um desenvolvimento que é criticado pelos tradicionalistas. Hoje a heráldica é estudada como uma ciência auxiliar da História e outros campos do saber, oferecendo informações valiosas para a reconstituição de usos e costumes sociais, das genealogias e cronologias, e para o conhecimento dos significados e práticas vinculados à iconografia, à simbologia e às artes visuais.

## História e significado

### Origens

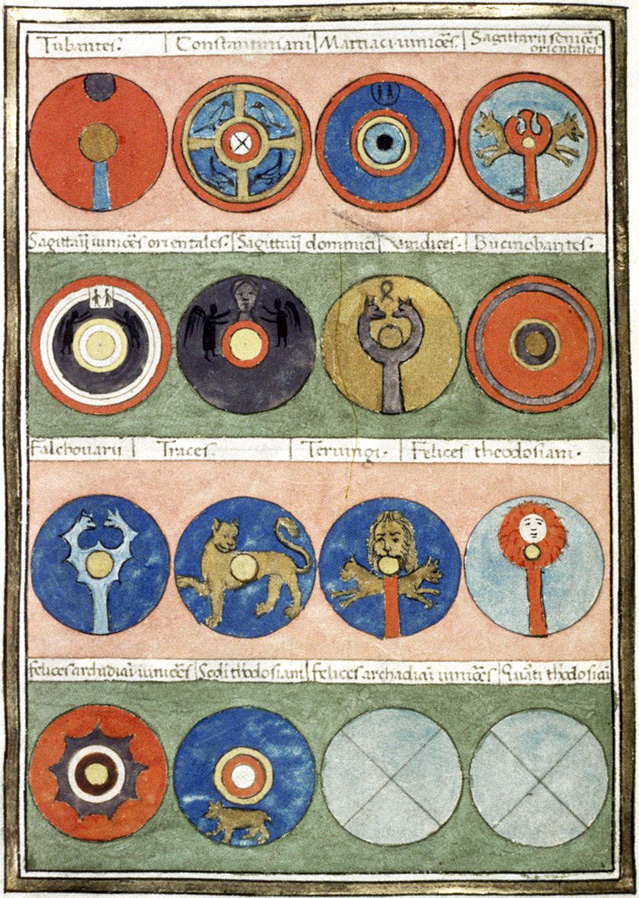
Emblemas em escudos romanos, registrados na Notitia Dignitatum
Cópia medieval de um documento romano

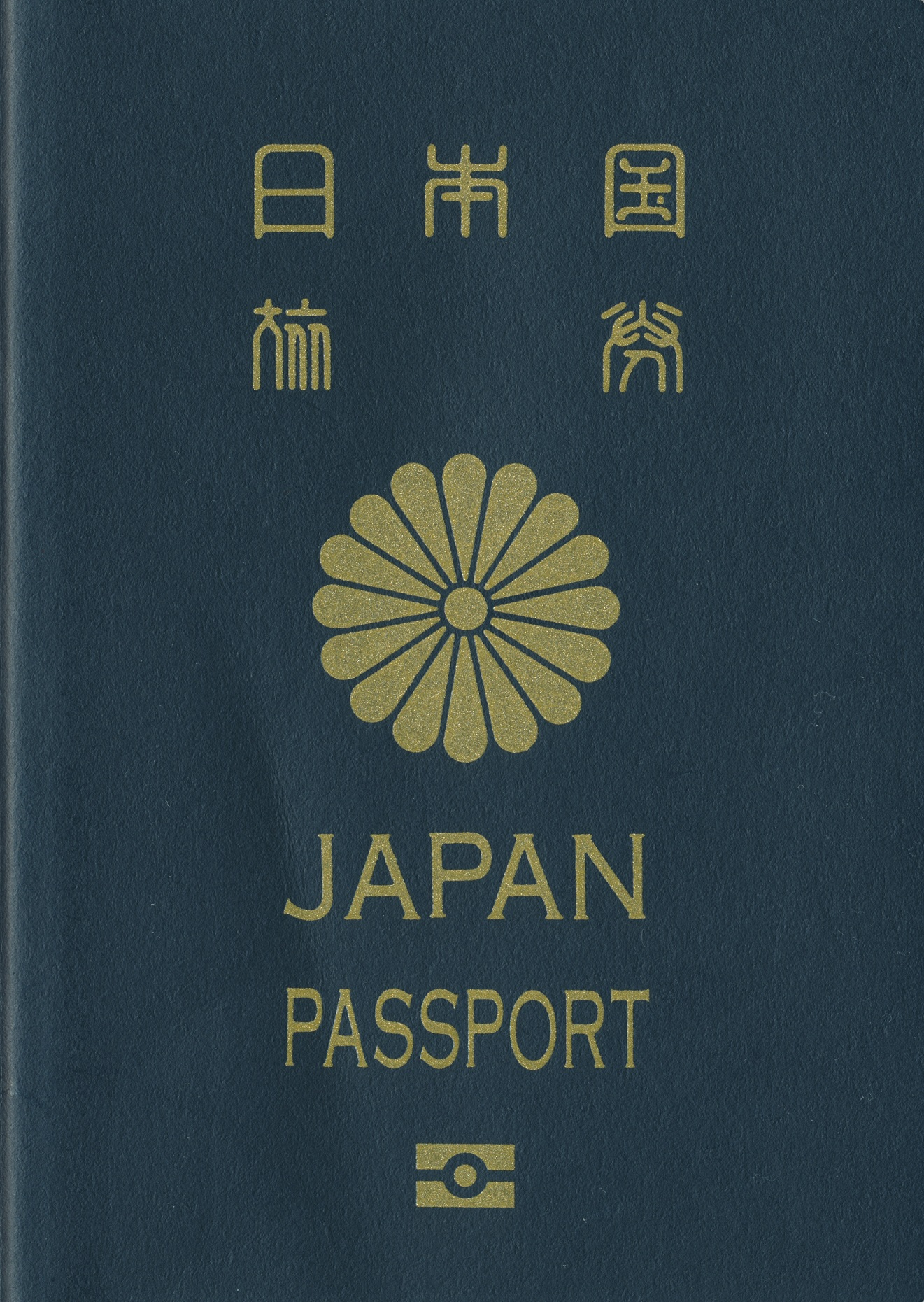
Um passaporte japonês com a figura do Crisântemo Dourado, o emblema da Casa Imperial do Japão.

As origens da heráldica se perdem no tempo e são hoje bastante controversas, mas um panorama evolutivo geral foi bem estabelecido. Desde a pré-história a humanidade dedicou-se a criar imagens simbólicas, que transmitissem informações através de formas plásticas. Isso se revela no mundo da arte, e também na heráldica. Primeiro, acredita-se, surgiram sinais simples, mais tarde evoluindo para composições complexas, abstratas ou figurativas, ou mesclando elementos de ambas.
O uso desses elementos na Antiguidade foi amplamente disseminado. Escudos de guerreiros, estandartes processionais e emblemas encontrados no Egito, na Pérsia, na Grécia e Roma, entre outros lugares, costumavam apresentar desenhos identificadores. O falcão de Hórus, protetor dos faraós, o leão de Judá, identificador da tribo hebraica, e a águia de Roma, representando o poder imperial, são exemplos famosos, mas pouco se sabe sobre as regras de aplicação dessas decorações e seus significados precisos. Da mesma forma, povos indígenas de várias partes do mundo, bem como culturas muito antigas e sofisticadas como a japonesa e a árabe, desenvolveram sistemas de simbolismo visual que de muitas maneiras são comparáveis à heráldica europeia, tanto nas formas de codificação da linguagem como no uso e na ampla difusão, mas produzindo emblemas e signos que para os ocidentais parecem decididamente exóticos e não familiares.
A prática da Antiguidade não pode ser caracterizada como heráldica no senso mais estrito da palavra, embora esteja em sua raiz e em essência almeje os mesmos objetivos. Como hoje é conhecida, a heráldica se articulou na Europa medieval, consolidando-se em meados do século XII, padronizando usos regionais diferenciados através de uma série de regras que no geral ainda se mantém em vigor, servindo como um identificador de pessoas, famílias, lugares, nações, e expondo publicamente conquistas, ideologias, valores, dignidades, pertencimentos e ligações de parentesco. A heráldica foi o primeiro sistema de codificação do uso de cores, símbolos, figuras e formas criado na Europa para fins de identificação e diferenciação entre organizações, grupos e indivíduos, mas várias tradições regionais diferenciadas se desenvolveram aplicando regras próprias a partir de um sistema básico de uso geral.
Tradicionalmente considerava-se que teria se originado da necessidade dos guerreiros serem identificados facilmente em campo de batalha, mas essa opinião foi em parte desacreditada, uma vez que os escudos pintados só podem ser lidos claramente a uma distância pequena. Além disso, registros apontam que até o fim do século XI os mesmos guerreiros podiam usar, conforme a ocasião, diferentes emblemas em seus escudos e bandeiras. Isso é bem exemplificado na Tapeçaria de Bayeux (c. 1070), que retrata a conquista normanda da Inglaterra, onde os guerreiros trazem em seus escudos vários símbolos heráldicos, mas seu uso não é consistente. Vários personagens foram retratados mais de uma vez, mas a cada aparição os ornamentos dos seus escudos são diferentes, e nenhum dos seus descendentes usou escudos semelhantes àqueles representados na tapeçaria. A heráldica se tornou mais útil em campo de batalha depois da introdução dos elmos fechados, que ocultavam a face completamente, e que ocorreu na mesma época da consolidação da heráldica, servindo para a identificação do guerreiro pelos seus próprios companheiros.
Apesar da ampla aceitação dessas teorias, as evidências visuais nos primeiros tempos da heráldica são muito escassas, sua datação frequentemente é controversa, há pouca informação complementar relacionada aos brasões, e a rigor é impossível uma determinação inequívoca dos motivos de seu surgimento, da amplitude inicial do seu uso e das formas primitivas de sua transmissão. Além disso, muitas vezes as imagens mais antigas são mal desenhadas ou pequenas demais, impedindo uma identificação segura como verdadeiros brasões.

### Consolidação

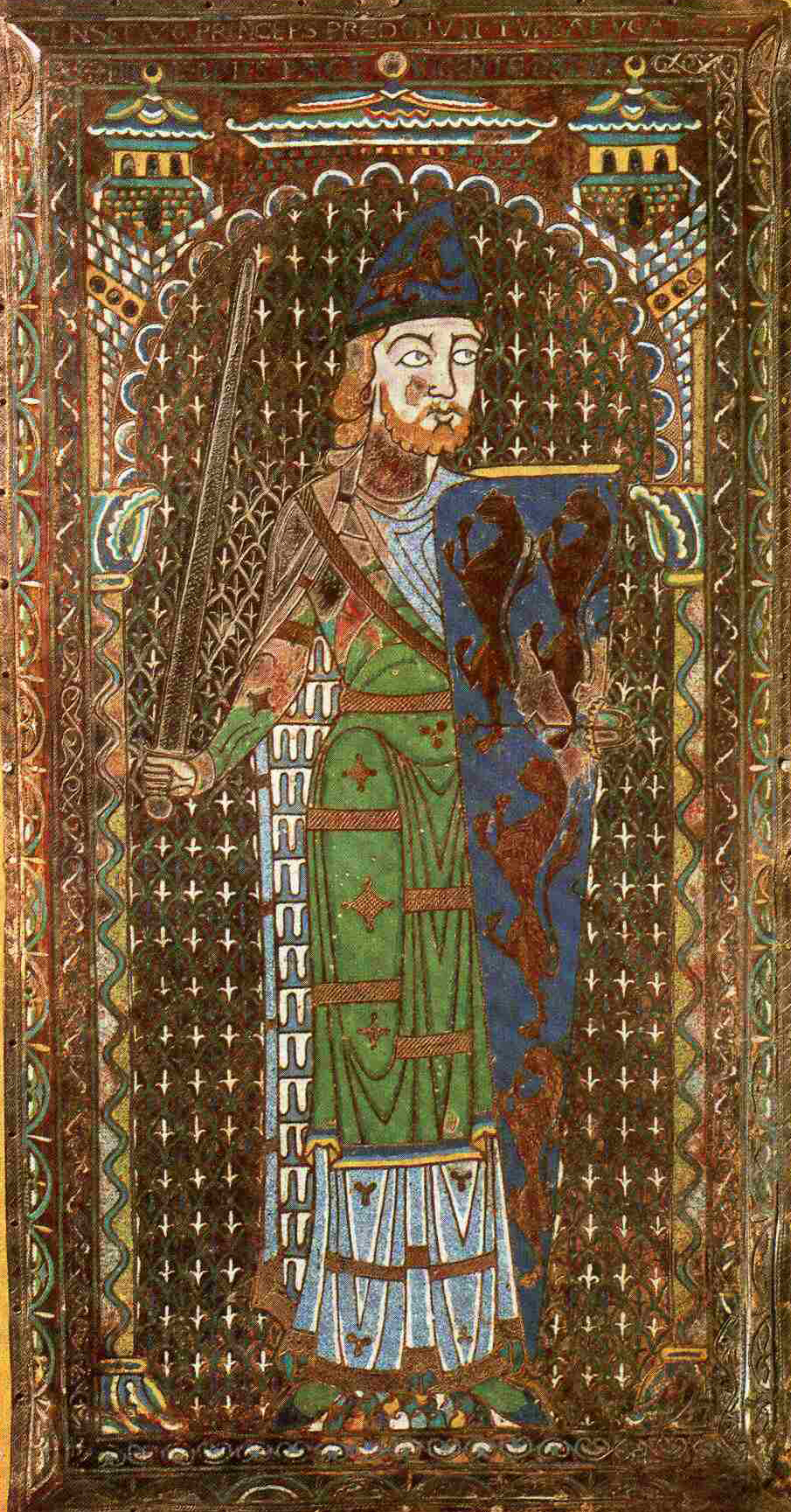
Godofredo de Anjou com suas armas

Os primeiros brasões conhecidos aparecem em selos entre as décadas de 1120 e 1130, mas segundo Steen Clemmensen há indícios de que algumas poucas famílias francesas e inglesas já usassem armas pelo menos uma ou duas gerações antes. Um dos mais antigos documentados está na tumba de Godofredo V, Conde de Anjou, que carrega um escudo de campo azul com leões rampantes, que teria sido concedido por Henrique I em 1128, mas a pintura foi executada na década de 1170. Em Portugal estão entre os primeiros exemplos os escudos da linhagem dos Sousões encontrados no Claustro de Dom Dinis do Mosteiro de Alcobaça. A maioria das imagens dos primeiros brasões pessoais parece ter sido escolhida por motivo puramente ornamental, mas alguns surgiram como identificadores de territórios e só mais tarde foram adotados por famílias, ou foram ilustrações do significado de nomes (armas falantes), como por exemplo o da família Candavène, condes de Saint-Pol-en-Ternoise, que desde 1125 cunhou moedas com a figura de um feixe de espigas de aveia (avène), mais tarde incorporado ao seu brasão.
A difusão da heráldica parece ter sido muito rápida. Em meados do século XII uma prática mais ou menos organizada já era documentada em várias regiões da Europa, e provavelmente em torno de 1200 já estava consolidada, aparecendo as primeiras descrições literárias usando a linguagem típica do brasonamento em torno de 1230-1240 e os primeiros armoriais (catálogos de brasões) em torno de 1240-1250. Michel Pastoureau propôs uma cronologia: gestação (1080-1120); surgimento (1120-1160); difusão (1160-1200); estabilização (1200-1240); amadurecimento (1200-1330) e codificação (até c. 1500).

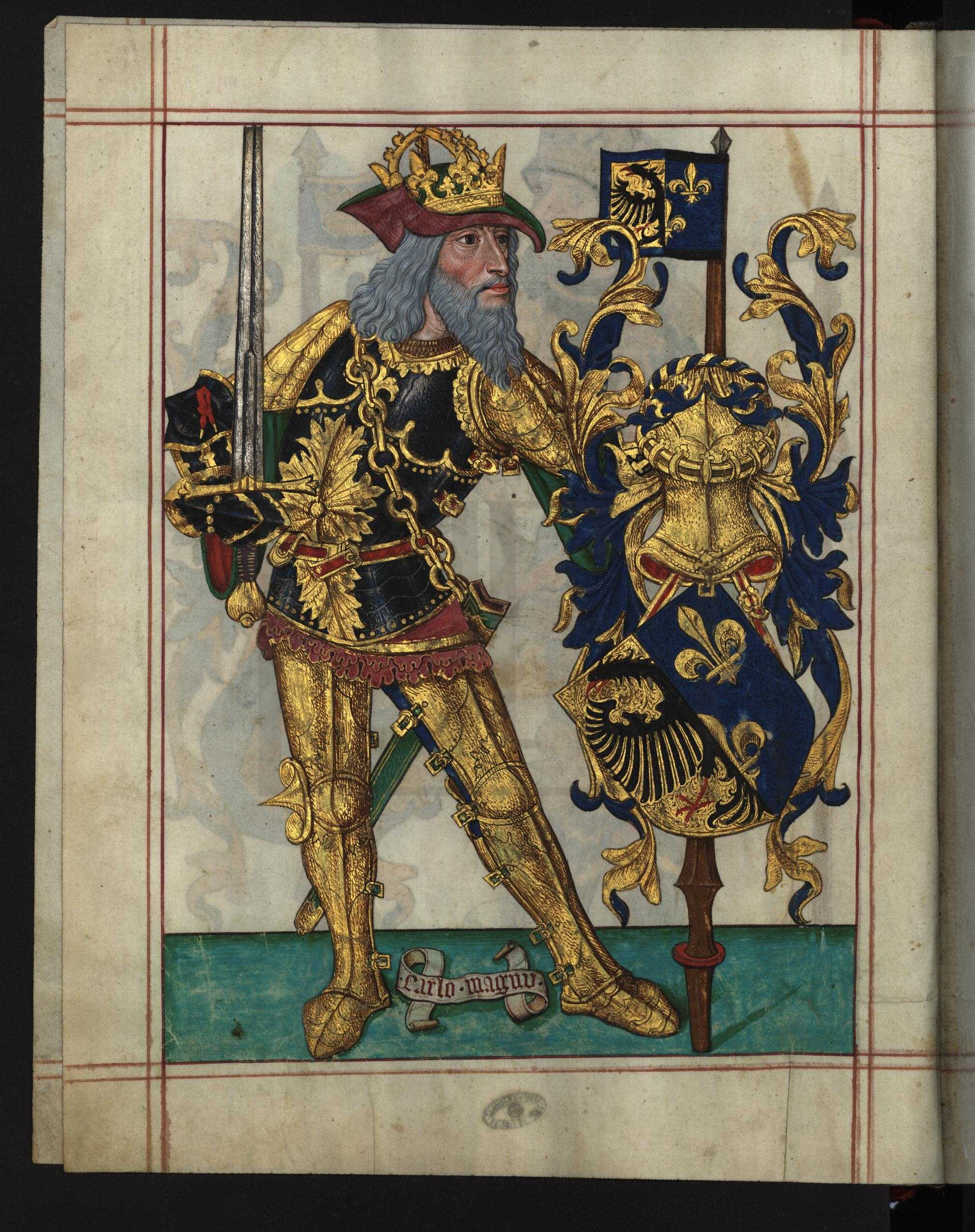
Carlos Magno e suas armas no Livro do Armeiro-Mor

Ao longo dos séculos a bibliografia heráldica se multiplicou, aparecendo muitos tratados teóricos e normativos. Também foram produzidos numerosos e importantes armoriais, alguns deles com ilustrações da mais alta qualidade estética, a exemplo do Livro do Armeiro-Mor e do Livro da Nobreza e Perfeiçam das Armas, ambos portugueses. A despeito do dogmatismo de muitos tratadistas, a heráldica nunca foi estática ou uniforme e nem suas regras alcançaram um consenso universal. Diferentes regiões estabeleceram suas próprias tradições, e as regras propostas pelos tratadistas e heraldos oficiais frequentemente foram ignoradas. Sendo uma verdadeira linguagem, a heráldica sempre sofreu influência de contextos históricos, culturais e políticos e ideologias estéticas em permanente mudança, preferências pessoais ou de grupo e outros fatores. Michel Pastoureau assinalou que em todas as épocas e regiões sempre houve uma grande distância entre a heráldica dos tratados e a heráldica prática.
Os brasões tiveram um destacado lugar nos torneios e justas de cavalaria, espetáculos vibrantes e cheios de cerimônia, onde os extravagantes desenhos e as cores vivas das armas, aplicadas não só nos escudos e bandeiras, mas também nas roupas e mantos e nos apetrechos dos cavalos, acrescentavam brilhantismo ao cenário. Mas não se limitou a esse campo. Diz Nogueira que no início do século XIII o uso de brasões já se encontrava amplamente disseminado pelo continente europeu, propagando-se por todos os estratos sociais, incluindo os brasões hereditários de famílias, brasões de municípios, igrejas e corporações de ofício, e "por volta de 1350 toda a sociedade ocidental, incluindo as classes agrícolas, os utilizava, e a partir do século XV os brasões invadem o quotidiano como símbolos de identificação". Segundo Torsten Hiltmann,

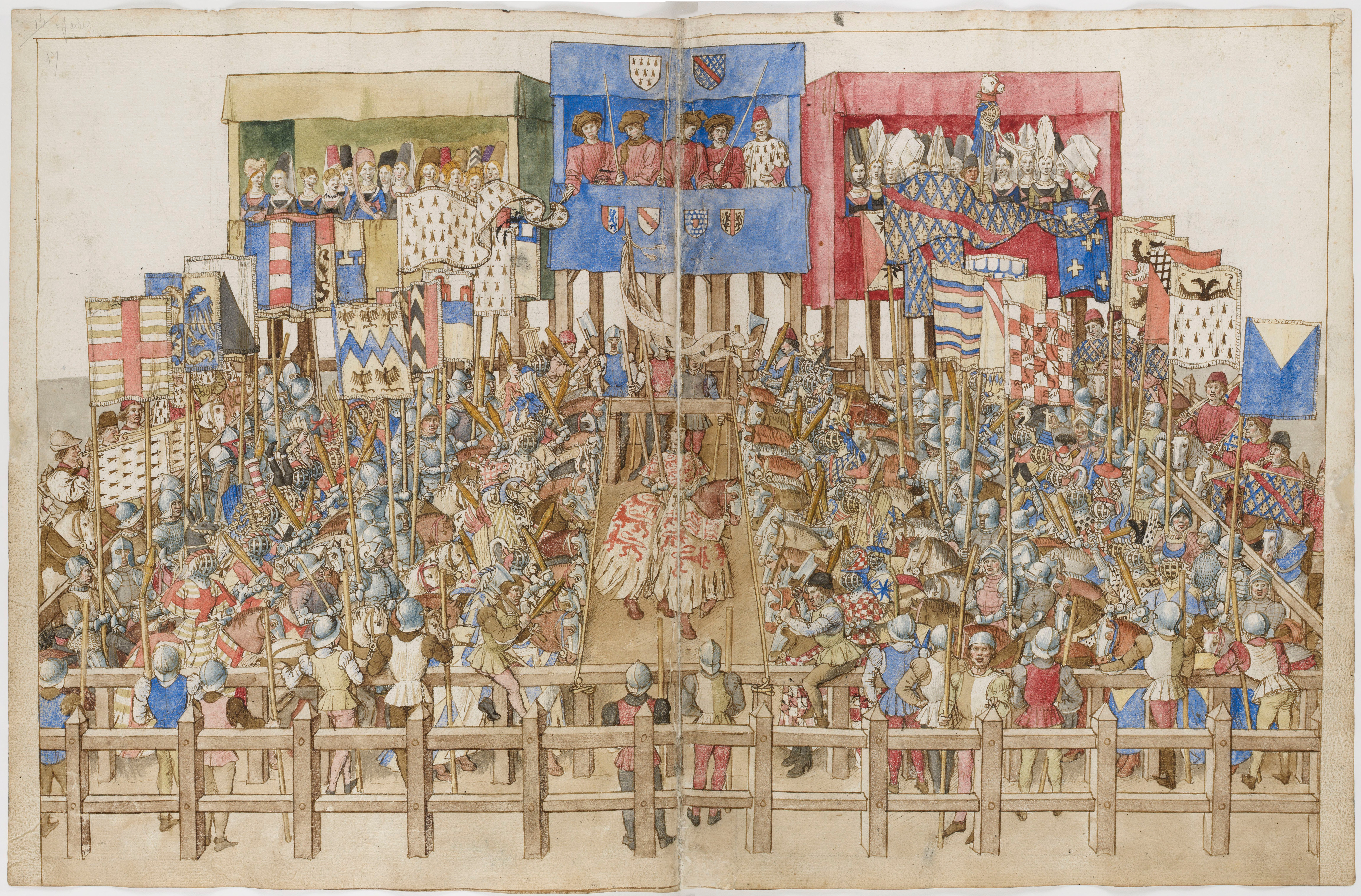
Um torneio de cavaleiros em meados do século XV, com copiosa exibição de heráldica.

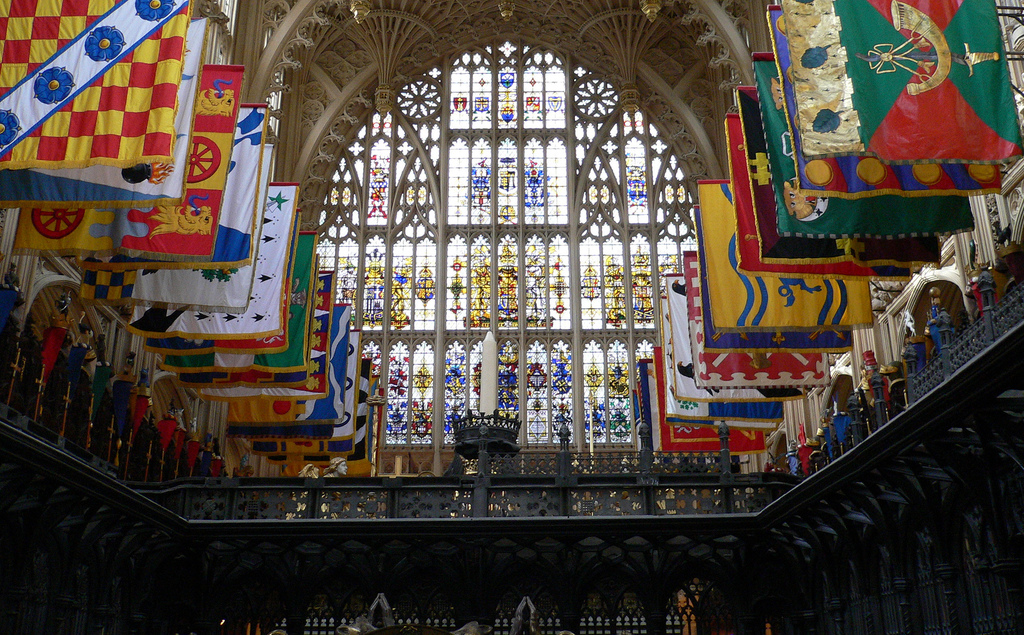
Capela de Henrique VII na Abadia de Westminster, com brasões ostentados em estandartes, esculturas e vitrais.

"A importância dos brasões numa sociedade visual como a do fim da Idade Média está além de toda dúvida. Para termos uma ideia da sua onipresença, temos apenas que acompanhar o Senhor de Fleckenstein em seu caminho até um torneio em uma cidade do sul da Alemanha em 1480. [...] O cavaleiro em questão encontrou brasões em cruzes na beira da estrada, no portão da cidade, na sede da prefeitura, nas fontes da cidade, na fachada das casas ricas, em seus vitrais, em pinturas murais, tetos ornamentados, capitéis de colunas, na mobília e em diversos utensílios. Ele os vê pendurados na frente de hospedarias para demonstrar a presença de hóspedes eminentes, ele os vê no livro de visitas da hospedaria onde ficou, em registros de doações para uma fonte, nos armoriais e nos livros domésticos. Caminhando pela cidade, ele encontra mendigos portando as insígnias da cidade, encontradas também na roupa dos seus oficiais, nos seus instrumentos musicais e em seus armamentos. Finalmente, num culto religioso, ele se encontra literalmente rodeado de brasões, seja no cadeiral do coro, em frisos, corbelhas, lápides e efígies, nos altares, nos missais e paramentos litúrgicos, estão em todos os cantos da igreja e em sua mobília. [...]
"Os brasões eram muito mais do que marcas de identidade, embora esta possa ter sido sua função original. Com o passar do tempo eles evoluíram para formar um sistema de representação simbólica altamente complexo e extremamente poderoso e influente, desempenhando uma larga gama de funções. Como mostra o exemplo antes citado, os brasões marcavam as fronteiras entre jurisdições, delimitavam o território de um senhor, veiculavam autoridade, davam proteção, reivindicavam posse, exibiam a tradição familiar, enfatizavam a ancestralidade, apontavam para a piedade e invocavam lembrança. Podiam ser usados para adquirir ou conceder reconhecimento, restabelecer elos entre famílias distantes e de níveis sociais diferentes, ou mesmo justificar pretensões de herança e sucessão, simplesmente pela sua presença e pela longa tradição de uso".
Eram, portanto, símbolos polivalentes; para aqueles versados em seu significado, eram eficientes para sintetizar diversas informações num único símbolo sem a necessidade de uma longa descrição verbal, e tinham uma versátil capacidade de serem aplicados em qualquer tipo de material. Como uma verdadeira linguagem visual, capaz de expressar uma larga variedade de informações, incluindo conceitos abstratos, a heráldica tornou-se um dos pilares de todo o sistema de comunicação e representação medieval e uma chave fundamental para a compreensão da cultura e sociedade daqueles tempos.

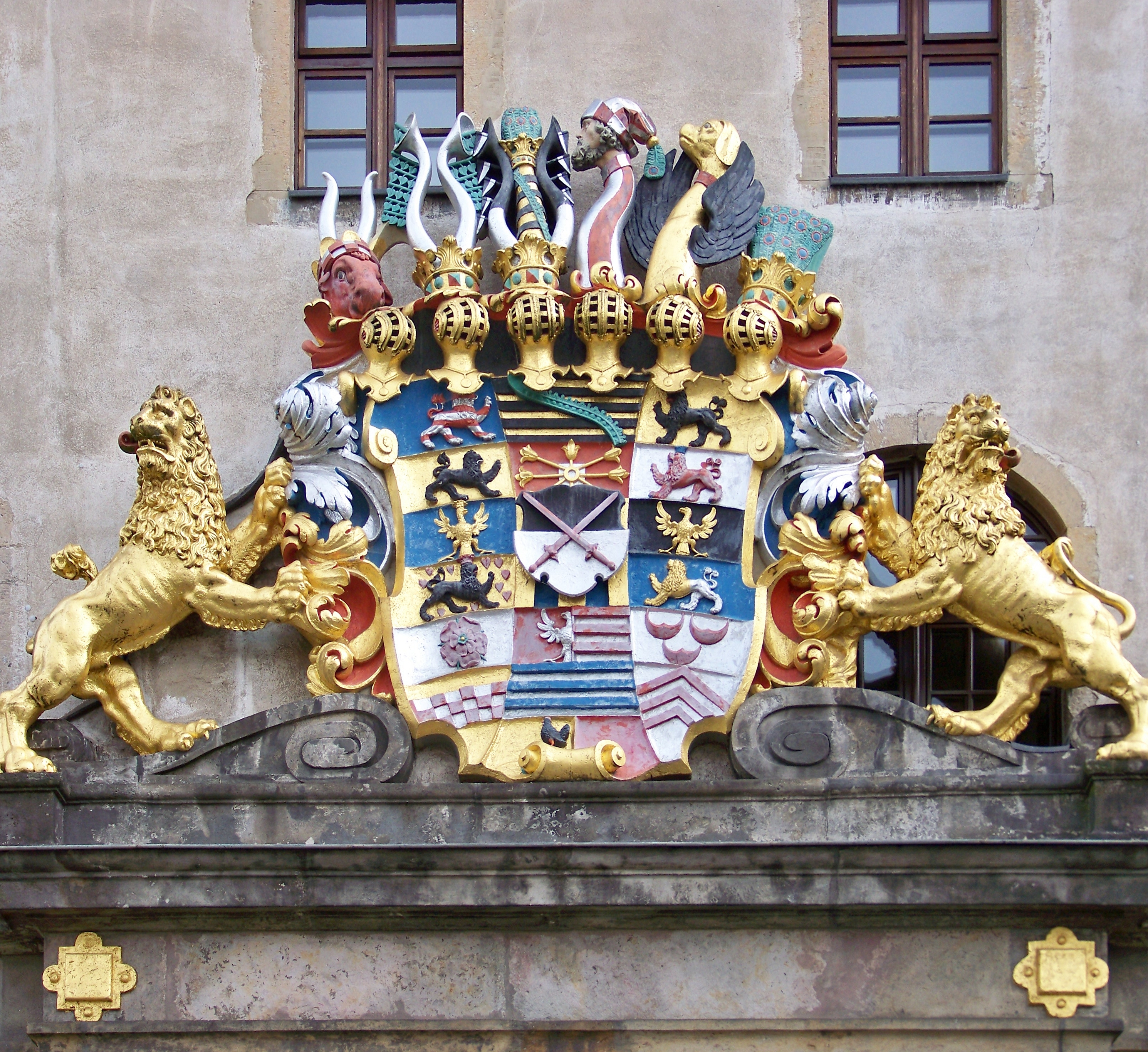
Brasão dos príncipes eleitores da Saxônia, com suportes e múltiplas partições, elmos e timbres

Os símbolos usados primitivamente eram principalmente de natureza militar, incluindo castelos e torres, além de espadas, machados, flechas e outras armas, bem como criaturas mitológicas e animais e plantas tradicionalmente associados a determinados valores morais, como a bravura, a fidelidade e a honra. Imagens derivadas da religião também exerceram um impacto considerável no alargamento do repertório das figuras heráldicas. Paralelamente, a disseminação em larga escala de armas plebeias levou a um grande incremento no repertório de figuras, que passaram a incluir elementos indicativos de ofícios urbanos, como ferramentas de trabalho e insígnias de corporações, figuras alusivas ao trabalho na terra como arados, foices, plantas cultivadas e produtos agrícolas, além de marcas de casa, monogramas, emblemas de estabelecimentos comerciais, e objetos tecnológicos e científicos como máquinas, compassos e réguas, entre outras.
Como o conteúdo dos escudos nem sempre permitia uma clara compreensão do status do detentor, havendo um significativo grau de mistura de figuras consideradas nobres com as consideradas tipicamente plebeias, uma reação da nobreza não se fez esperar, passando, com particular ênfase a partir do século XVII, a diferenciar seus brasões com uma série de novos ornamentos externos indicativos do seu status e adotando a prática de uma crescente subdivisão dos escudos para exibir os costados de uma longa e ilustre ancestralidade. Por outro lado, a massificação do uso não deixou de ser criticada por vários escritores, teólogos e pregadores antigos, denunciando a exibição pública de brasões pessoais como um sinal de vaidade e futilidade, uma crítica que se repete frequentemente ainda hoje.

### Legislação

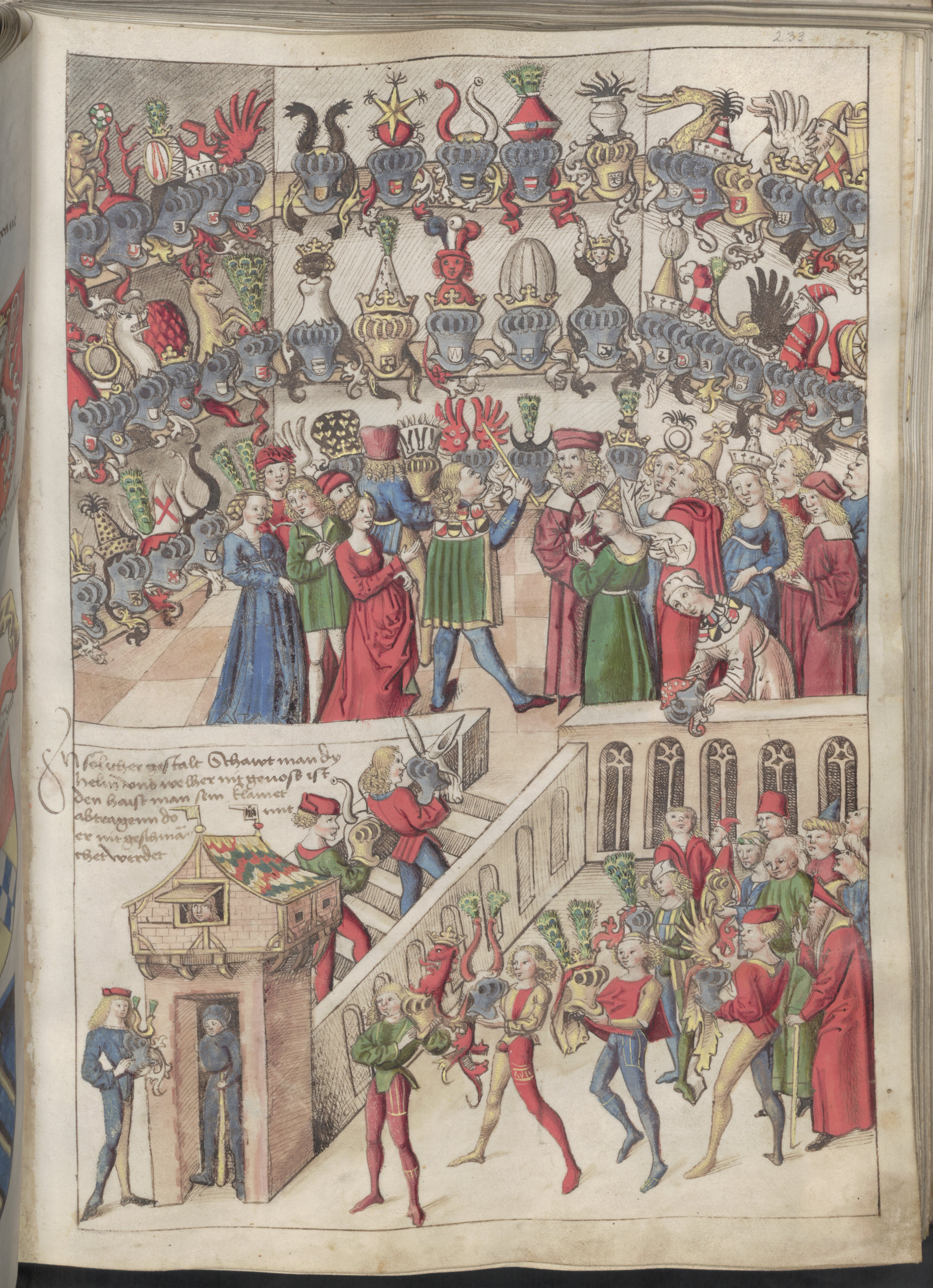
Exibição cerimonial de elmos timbrados na corte de Munique no século XV.

A heráldica tornou-se um elemento típico da cultura europeia, e enquanto a monarquia foi a forma de governo predominante, adquiriu grande importância política e social para a realeza e a nobreza, que tentaram restringir o uso de brasões à aristocracia e colocá-los sob a dependência de um controle e outorga régia por carta-patente, passando a desenvolver uma retórica legalista e elitista alegando que possuir um brasão era a confirmação simbólica da qualidade de nobre. Não admira, desta forma, que em diversos países se criasse legislação para proteger e controlar a concessão e exibição pública de armas. Assim começaram a aparecer os reis de armas, arautos ou heraldos, altos funcionários régios que se responsabilizavam pelo registro dos brasões em listas ou catálogos oficiais e pelo desenho de novas armas. O termo heráldica provém dos próprios heraldos, que na Idade Média desempenhavam também, entre outras, as funções de diplomata e mestre de cerimônias.
As tentativas de restrição legal tiveram um sucesso limitado ou efêmero. Na França, por exemplo, entre os séculos XVI e XVIII apenas cerca de 1% dos brasões em uso tinham origem oficial. Francisco I e Luís XIV impuseram restrições e penalidades para as contravenções, mas depois de 1615 o juiz de armas francês já exercia uma atividade pouco relevante, e após muitos protestos e até revoltas a liberdade de adoção de armas por qualquer pessoa foi restaurada em 1701. Tratadistas reacionários da época, como André Favyn, lamentaram que o uso de armas tivesse se disseminado entre a plebe. Na Espanha no século XVII o rei de armas basicamente se limitava a confirmar brasões já em uso, e apenas uma pequena minoria de novos contemplados tinha origem na nobreza. No Sacro Império os condes palatinos, encarregados dos assuntos heráldicos, exerciam uma autoridade desorganizada e ineficiente, deixando largamente que os costumes locais seguissem seu curso. De fato, em muitos locais os próprios oficiais encarregados de regulamentar e fiscalizar o campo contribuíam para sua desorganização, recebendo propinas para legitimar brasões não comprovados, fictícios ou usurpados. Em Portugal o mesmo fenômeno se reproduziu, e a despeito das tentativas de regulamentação estabelecidas desde o reinado de D. Afonso V, e mais enfaticamente no reinado de D. Manuel I, no século XVII o rei de armas Manuel Teixeira disse que "hoje está o ofício da nobreza mais dissipado, debilitado e afrontado do que nunca esteve, e receio que em pouco tempo se acabe de confundir, de modo que não se possa apartar o joio do trigo nem se saiba qual é o nobre e qual é o plebeu".

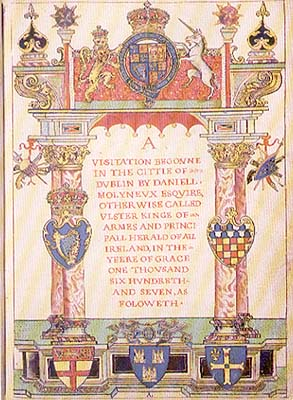
Frontispício do registro da Visitação em Dublin em 1607

A Inglaterra foi uma das poucas regiões europeias em que o uso de brasões foi por algum tempo regulamentado com algum sucesso, e foi ali que atingiu o seu mais alto grau de institucionalização. O governo queria exercer um controle rigoroso e a partir de 1530, durante o governo de Henrique VIII, periodicamente foram realizadas buscas pelo interior, as chamadas Visitações, para verificar se alguma pessoa não autorizada estava usando armas em público ou mesmo em caráter privado. Os visitadores tinham autoridade para entrar em todas as casas e destruir todas as armas irregulares, assim como as encontradas em monumentos, igrejas e outros locais públicos. Mesmo assim, era tamanho o fascínio que a heráldica exercia que a população plebeia não podia evitar adotar os seus próprios brasões. Segundo o tratadista Arthur Fox-Davies, da escola legalista britânica, 
"A glória de descender de uma antiga linhagem de ancestrais armígeros, a glória e o orgulho racial inseparavelmente entrelaçados com a herança de um sobrenome famoso, o fato de que algumas armas foram concedidas para comemorar algum feito heroico, o fato de que a exibição de um brasão tem sido o método pelo qual a sociedade mostra ao mundo que tal sujeito pertence à elite ou a uma família que gerou heróis, o fato de que as próprias armas são uma prova material de uma descendência ou de um status particular, [...] e justamente porque eram prerrogativas e sinais da aristocracia, eram tão cobiçosamente desejadas, e por conseguinte, tão frequentemente adotadas sem direito".
Contudo, alguns condados nunca foram visitados, outros só o foram uma ou poucas vezes, as visões da Coroa e da população (incluindo boa parte da nobreza) sobre a heráldica nunca combinaram completamente, a Coroa foi criticada por alegadamente auferir rendas indignas e ilícitas através das caras multas aplicadas aos infratores, muitas famílias influentes se recusaram a aceitar a autoridade dos visitadores e ameaçaram retirar seu apoio aos monarcas, adicionando tensões políticas à questão e minando a estabilidade dos governos. A política heráldica da Inglaterra entre os séculos XV e XVII sem dúvida alcançou exercer um grande grau de controle sobre as práticas e usos, mas nunca foi um controle completo, e com o tempo ele foi diminuindo cada vez mais pela crescente perda de credibilidade e aceitação. Na Visitação de Warwickshire de 1682-1683 apenas 63,7% da nobreza rural compareceu às convocações para apresentar provas de direito, e apenas 24,2% do clero e da classe jurídica. A última Visitação ocorreu em 1687 e foi interrompida na metade, e em 1737 o tribunal encarregado de julgar as contravenções se reuniu pela última vez. Em 1789 foram listadas apenas 9.458 famílias legalmente armígeras no Reino Unido, e no século XIX foram concedidos oficialmente menos de 9 mil novos brasões, mas a edição de 1884 do Armorial Geral de John Burke documentou a existência de cerca de 60 mil brasões.

### Heráldica e status
Em tempos recentes uma série de estudos vêm se preocupando em documentar o antigo e amplo uso de brasões em âmbitos não aristocráticos, contribuindo para desmistificar a ideia de que a heráldica era uma prática exclusiva da nobreza e invariavelmente associada à vaidade e a privilégios de classe, e dando-lhe mais respeitabilidade acadêmica e mesmo junto á opinião pública. Segundo Nicolas Vernot, "agora os pesquisadores podem demonstrar interesse por brasões sem serem tachados de esnobes ou reacionários". Contudo, é inegável que apesar do extenso e ininterrupto uso de brasões pelos plebeus, por instituições civis e religiosas, e por entidades territoriais como cidades e países, a heráldica acabou por ser associada fortemente à aristocracia, em particular devido à ação interventora do Estado e à grande proliferação de tratados argumentando em favor dessa prerrogativa, colocando-se como defensores da lei, do poder régio e de uma ordem social divinamente estabelecida.
Estudos estatísticos recentes referem que no século XVIII, enquanto 100% da nobreza europeia usava brasões, apenas cerca de 5% dos camponeses o faziam, embora em números totais a nobreza compusesse uma minoria da população. Conforme Vernot, "enquanto em muitas áreas os armígeros plebeus eram mais numerosos que os nobres, muitos fatores demonstram que, no início da Idade Moderna, havia se estabelecido uma estreita associação entre heráldica e nobreza". Possivelmente isso está ligado à própria origem da heráldica, documentada primeiro entre os cavaleiros medievais, e só depois documentada entre a plebe: "A tendência geral da disseminação social da heráldica foi um movimento de cima para baixo, com os plebeus se apropriando de um sistema emblemático inventado e extensivamente usado pela nobreza". A nobreza, com efeito, era o grupo de referência para grande parte da plebe em termos de aspiração à ascensão social e como fonte de poder, prestígio, autoridade e bom gosto. "Essa capacidade dos brasões de expressarem prestígio, riqueza e bom gosto os tornou atraentes e úteis para quem quer que, sem ser um príncipe ou um nobre, precisasse afirmar algum grau de preeminência social dentro de sua comunidade".

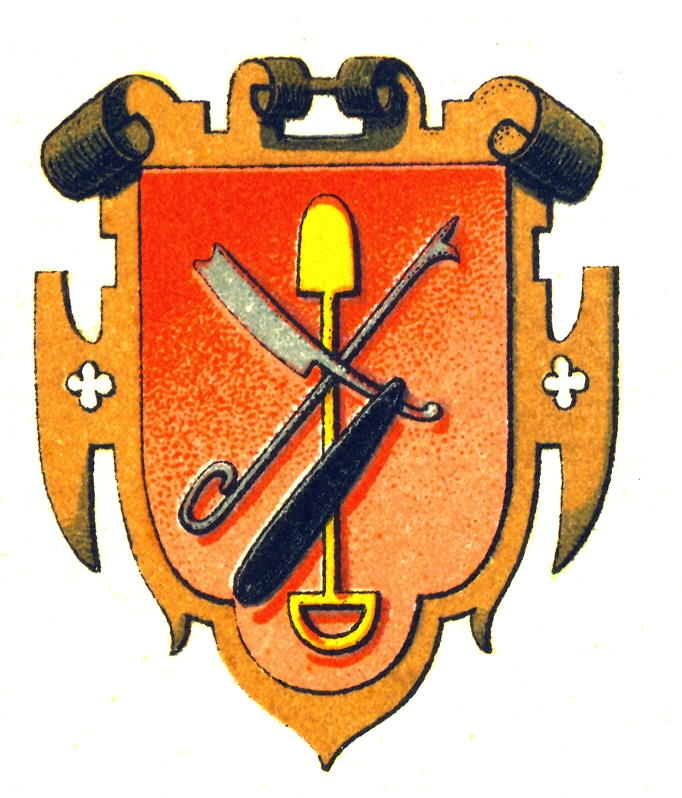
Brasão de uma guilda de barbeiros.

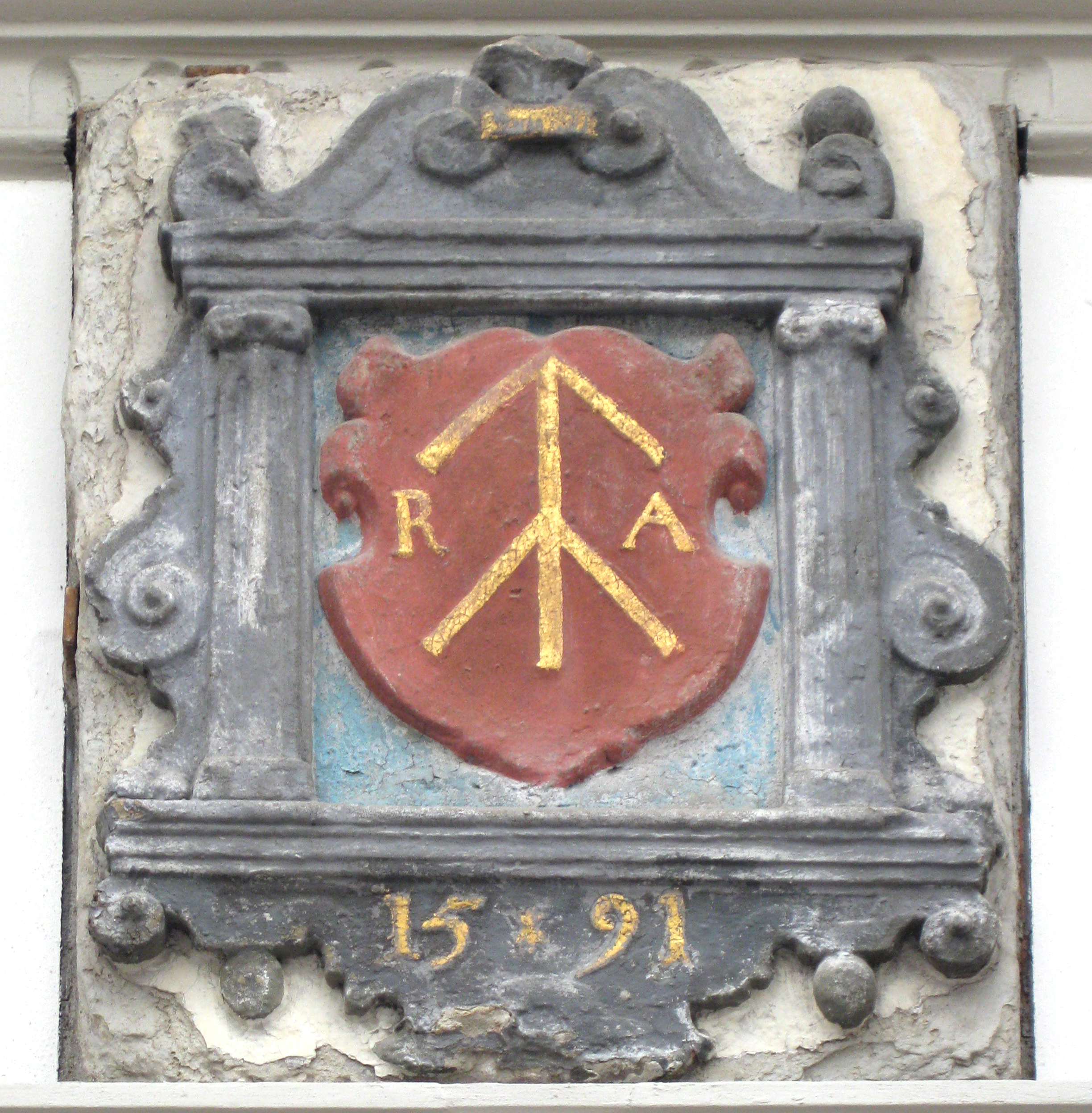
Uma marca de casa incorporada a um brasão. Fachada de uma casa em Lübeck, Alemanha.

A adoção de armas por plebeus muitas vezes ocorreu precisamente em meio a um movimento de ascensão social, representado pela aquisição de riqueza, do título de mestre de ofício, de posições na governança comunitária ou na burocracia estatal, patentes no exército ou graus acadêmicos, ingresso no clero ou em alguma irmandade prestigiada, ou identificação como um benfeitor da Igreja, situações que automaticamente conferiam distinção. De qualquer forma, a exposição pública da heráldica nobre era muito mais vasta e sistemática e aparecia em locais mais prestigiados. Grande parte dos plebeus não ostentava seus brasões na entrada de suas casas, mas os nobres sempre o faziam. Em muitos países, como já foi dito, os nobres exerceram forte pressão sobre os monarcas para restringir a heráldica à nobreza, escreveram muitos tratados para legitimar essa ideologia, e nenhuma outra classe demonstrou um uso tão sistemático de armas ou foi tão preocupada com esse assunto, fazendo parte da sua identidade e discurso mais essenciais, enlaçando-a com a preservação da memória ilustre da família, e sendo um instrumento fundamental para afirmar suas pretensões de supremacia social. Se a heráldica não tivesse se tornado tão associada à elite, pensa Vernot, não fariam sentido as campanhas de destruição de brasões verificadas em revoluções populares modernas, como a Revolução Francesa e a Russa.
A existência de tão farta armaria plebeia frequentemente foi encarada pelos nobres como uma usurpação e uma subversão da ordem social, e não sem motivos: ela tornou menos nítidos os limites entre as classes, questionou a noção de que o prestígio e mesmo o conceito de nobreza estavam inerentemente ligados ao sangue como um fato da natureza ordenado por Deus, e foi um instrumento de autoafirmação e empoderamento das classes populares ao declarar visivelmente que seus valores e méritos também mereciam reconhecimento. A despeito das pretensões dos nobres, o fracasso final da maioria das tentativas de regulamentação demonstra que a compreensão da sociedade do Antigo Regime precisa passar pela consideração do permanente jogo de forças e disputas entre as classes, pois a imposição das leis frequentemente dependia de negociação com influentes setores plebeus da sociedade e acomodação aos seus interesses, o que era necessário para a própria sustentação do Estado. É sintomático que, especialmente a partir da Idade Moderna, um período em que a burguesia já estava firmemente instalada na governança das principais cidades, grande quantidade de armas plebeias passe a mostrar monogramas e marcas de casa, elementos referentes a profissões consideradas desonrosas pela nobreza, ou outras figuras pouco associadas à nobreza, que refletiam, na concepção da época, valores como competência profissional, conhecimento técnico, humildade, paz, cautela, paciência, integridade, ordem e constância, salientando e justificando a dignidade e a utilidade pública do trabalho manual e do comércio. Para Thiry & Duerloo, "não admira que as muitas possibilidades de se estabelecerem reivindicações através da heráldica tenham encontrado um campo fértil na estrutura hierárquica da sociedade do início da Idade Moderna".

### Contemporaneidade

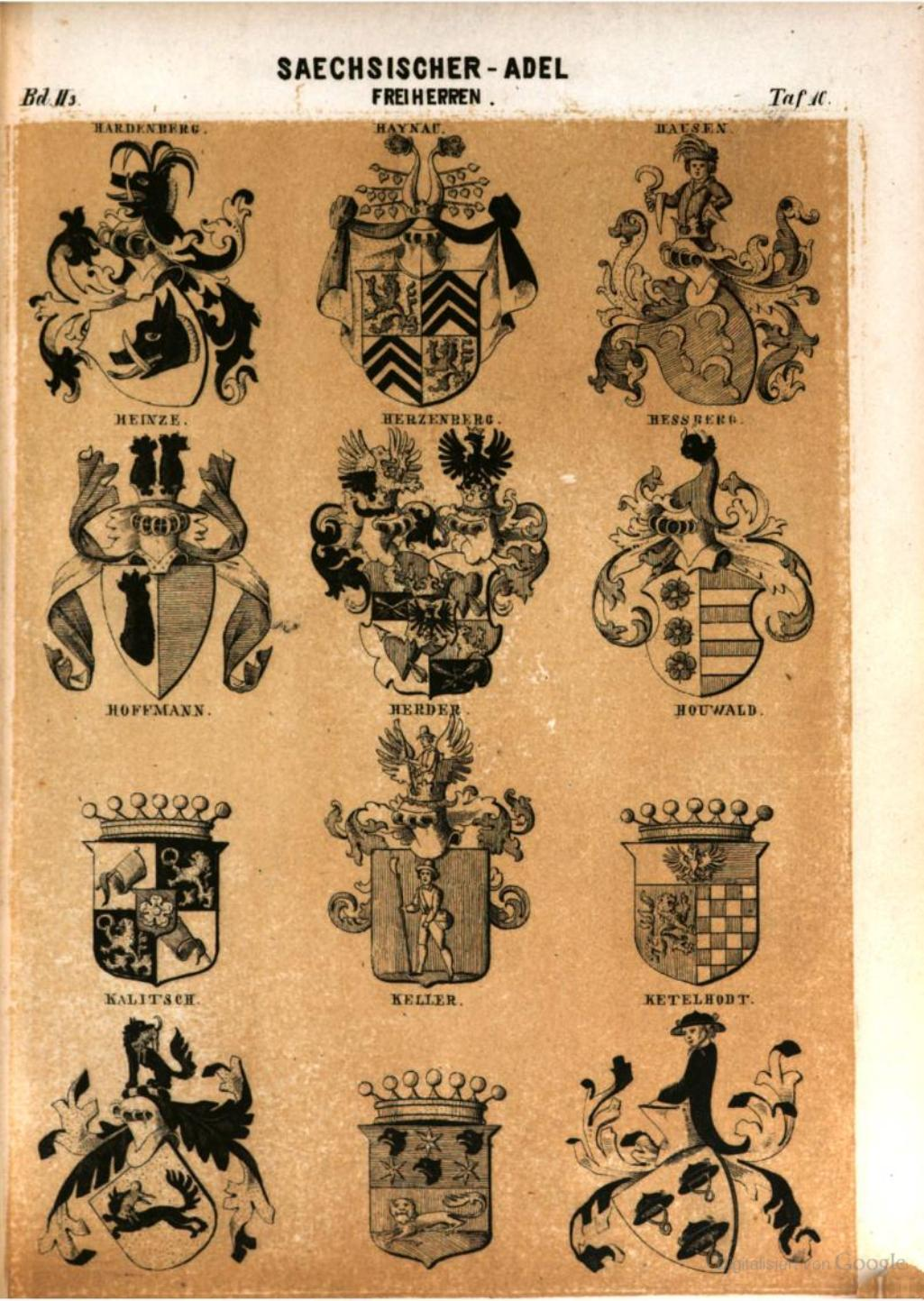
Página da reedição do século XIX do armorial de Siebmacher

No século XIX, com o florescimento do interesse romântico pelas antiguidades, pela genealogia, pela Idade Média e os passados nacionais, a heráldica ganhou um novo impulso, e uma série de tratadistas deixou obras importantes, com destaque para a reedição crítica e ampliação da obra monumental de Johann Siebmacher empreendida a partir de 1854, mas paradoxalmente surgiu um movimento revisionista tentando "corrigir" a tradição heráldica do período moderno, julgando-a negativamente e preferindo reverter aos padrões medievais, considerados mais "puros", e exercendo um impacto decisivo sobre a visão contemporânea dos seus sistemas e regras. Por influência deste movimento, muitos Estados reformularam seus brasões, e muitos brasões municipais foram alterados à força. Ao mesmo tempo, a demanda por publicações e manuais didáticos e históricos aumentava entre o grande público, foram fundadas várias associações, e os congressos e seminários especializados se multiplicaram. Apesar de todo esse entusiasmo, a penetração da heráldica nos ambientes universitários ainda era insignificante.
Na virada do século XIX para o século XX, período em que muitas monarquias europeias foram extintas, as pompas e símbolos associados à nobreza caíram em desuso e se tornaram até certo ponto objeto de ridículo. Por outro lado, em alguns domínios a heráldica sobreviveu sem grandes traumas às transformações republicanas, como na armaria eclesiástica, cívico-estatal e institucional, que de fato ganharam um novo impulso no século XX, disseminando-se por todo o mundo. Seus princípios permanecem norteando a criação de bandeiras, condecorações, emblemas e outros distintivos e insígnias.

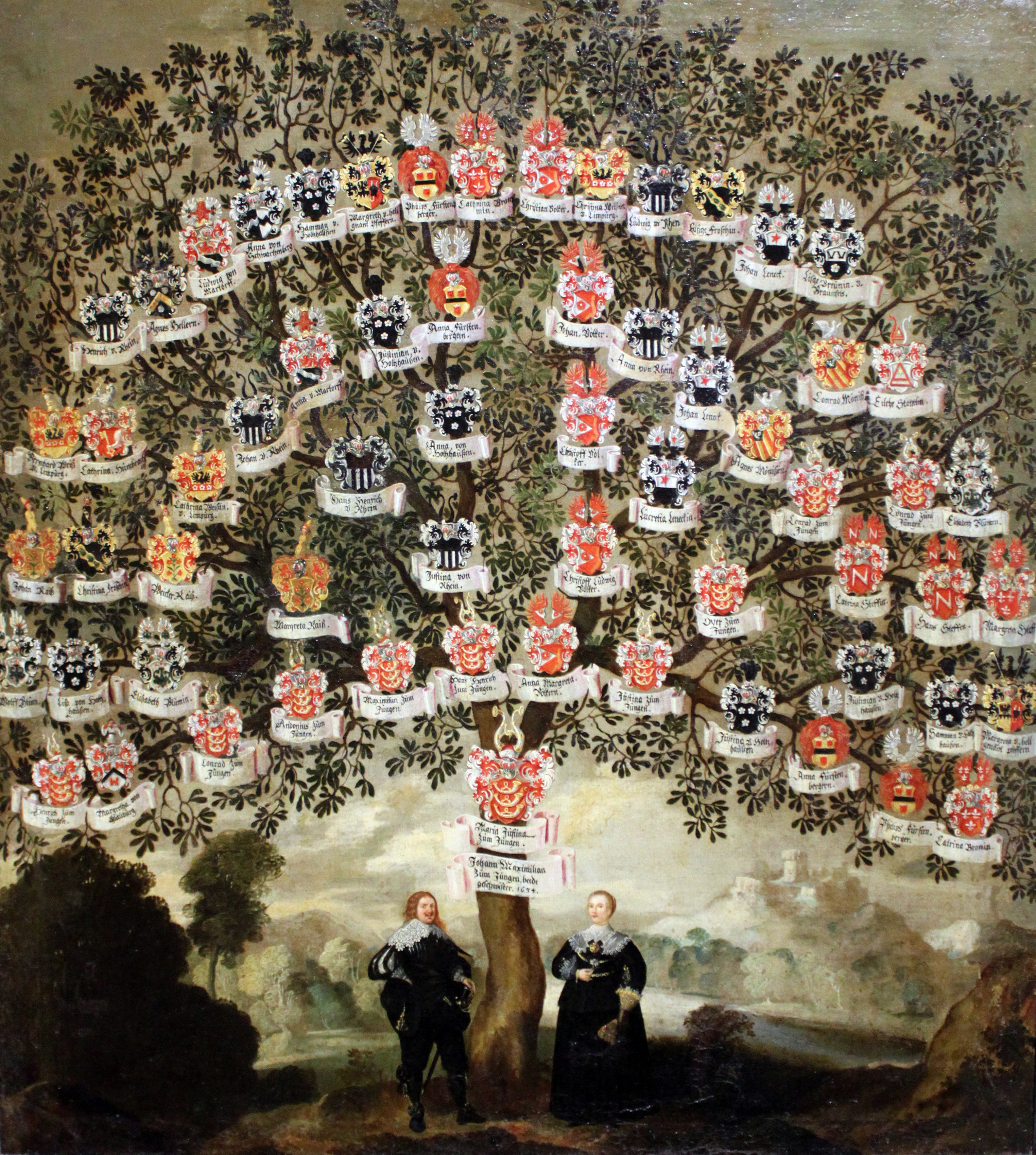
Árvore genealógico-heráldica de Johann Maximilian e Maria Justina zum Jüngen.

A heráldica começou a ser entendida como uma ciência auxiliar da História no século XVIII, mas levaria muito tempo ainda para ela deixar de ser uma atividade essencialmente confinada aos antiquários, a pesquisadores privados e à elite. Isso só veio a acontecer a partir da década de 1970, quando seu estudo científico foi definitivamente assumido pelas universidades como um campo digno de atenção e rico em possibilidades, e desde então os estudos e projetos vêm se multiplicando rapidamente. Contudo, a maior parte da atenção tem sido dada à heráldica medieval, e a heráldica moderna tem sido deixada bastante para trás. Segundo Thiry & Duerloo, este período mais recente ainda está impregnado com preconceitos e estereótipos, principalmente devido, para muitos, à incômoda identificação da heráldica como uma prática de uma elite privilegiada, mas também porque seu estudo tem se revelado muito mais difícil e complexo do que se esperava, em grande parte pela alta heterogeneidade dos seus significados e usos regionais. Na opinião de Nigel Ramsay, os estudiosos que escrevem sobre a heráldica moderna em sua maioria são medievalistas, ignoram os diversos desenvolvimentos ocorridos a partir do século XVI, e abordam esse período com preconceitos, como se ele fosse um declínio em relação aos ideais medievais: "É um aspecto endêmico e arraigado na heráldica considerar sempre os brasões mais antigos como melhores". Seja como for, a heráldica é hoje considerada pelos acadêmicos como uma valiosa auxiliar nos estudos de História, Sociologia, Arte, Política, Literatura, Museologia, Arqueologia, Iconografia, Genealogia e outras áreas do saber, permitindo desvendar importantes conhecimentos.
Sua análise crítica, de acordo com Costa, França & Andrade, envolve estudá-la como uma linguagem visual em paralelo a outras linguagens e desvendar as construções simbólicas como processos políticos dentro de diferentes contextos, sendo "uma potente linguagem visual para inúmeras reflexões. A linguagem heráldica está ainda presente em diferentes contextos da vida cotidiana e inserida no imaginário das pessoas, e, no entanto, passa despercebida a conjuntura de construção destas referências imagéticas. Ao conhecermos a origem de certos signos, é possível discutirmos seu uso e sua hegemonia diante de outros signos pertencentes às culturas que não a europeia". Para Sónia Patrícia Nogueira, 
"A importância da heráldica é evidente. Nas áreas da identificação e da cronologia é um precioso auxiliar de investigação. Como núcleo de símbolos gráficos é um contributo irrefutável para a história, os estudos da simbólica e a história da arte. [...] A sua simbologia detém uma concepção religiosa e guerreira, evidente na Idade Média considerando o objetivo dos escudos, e uma função social, patente na questão da identificação, quase sempre relacionada com a linhagem e a importância civil. Mas embora a heráldica de família seja a heráldica propriamente dita, ela estendeu-se, ao longo do tempo, a outros campos, como a heráldica eclesiástica, real, de corporação militar, de domínio, comercial, desportiva, entre muitas outras áreas, sendo amplo o seu campo de ação e múltiplas as suas subdivisões. [...]
"Hoje em dia, os brasões são frequentemente os únicos elementos de que se dispõe para situar objetos, monumentos e documentos no espaço e no tempo. Embora a tradição heráldica ainda se mantenha viva em muitos países, como a Inglaterra, a Escócia ou a Suíça, ela é sobretudo notável pela quantidade de códigos a que deu origem e que regem grande parte da história simbólica social, das bandeiras às fardas, das etiquetas de produtos alimentares e vitivinícolas, passando pelos símbolos de partidos políticos ou de clubes de futebol".

### Cultura popular

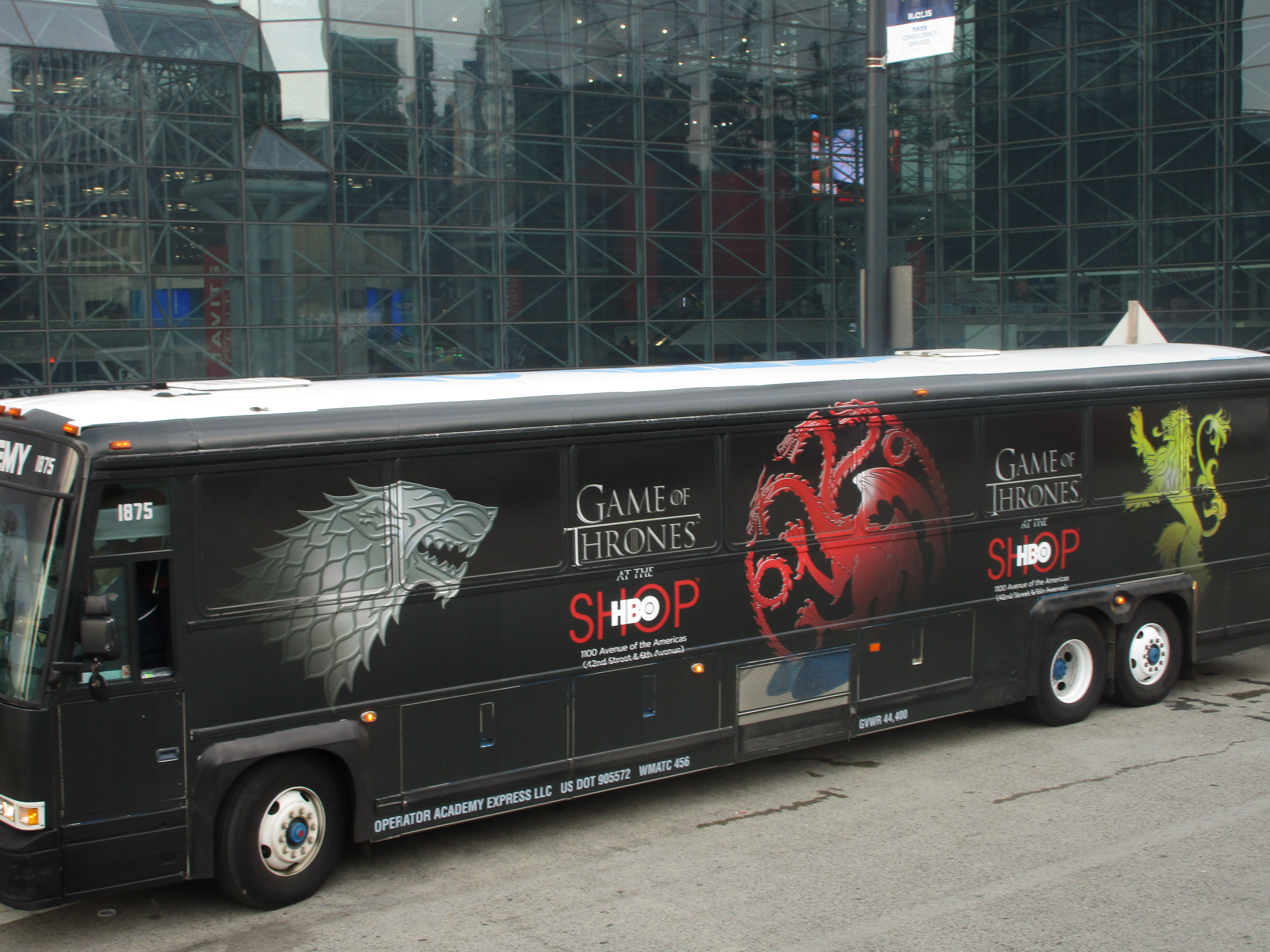
Õnibus decorado com os animais heráldicos das Casas de Stark, Targaryen e Lannister, de Game of Thrones

Nas décadas recentes a heráldica voltou a se popularizar junto ao cidadão comum, ocorrendo uma forte onda de revivalismo e a multiplicação exponencial de novos brasões, entrando com força na cultura de massa. Na esteira deste fenômeno, muitas vezes não são observadas as regras tradicionais, que têm uma significativa complexidade, ou sequer essas regras são conhecidas pelo público leigo, que tem adotado brasões desenhados de todas as formas imagináveis. Têm contribuído para isso uma poderosa voga em torno de assuntos medievais que recupera imagens, lendas e mitos sobre cavaleiros, donzelas, feiticeiros, dragões, emblemas, espadas e castelos, e produções imensamente populares como as séries de ficção O Senhor dos Anéis, Harry Potter e Game of Thrones, onde a heráldica ocupa um papel de relevo na narrativa e também no marketing das franquias, além de ser um recurso visual importante para a criação de uma atmosfera arcaizante convincente em enredos fantásticos, místicos ou pseudo-históricos. Segundo Mat Hardy, alguns dos brasões criados para Game of Thrones provavelmente são hoje os mais conhecidos em todo o mundo.

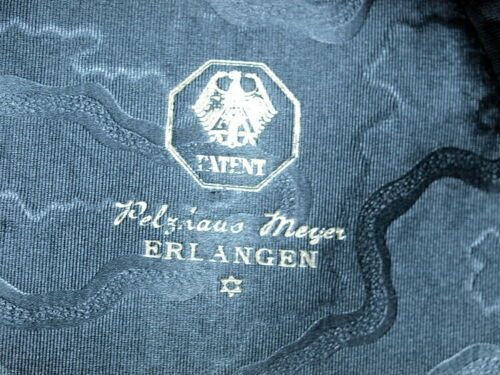
Logotipo de uma griffe de chapéus alemã com uma águia heráldica, mas não constituindo um verdadeiro brasão.

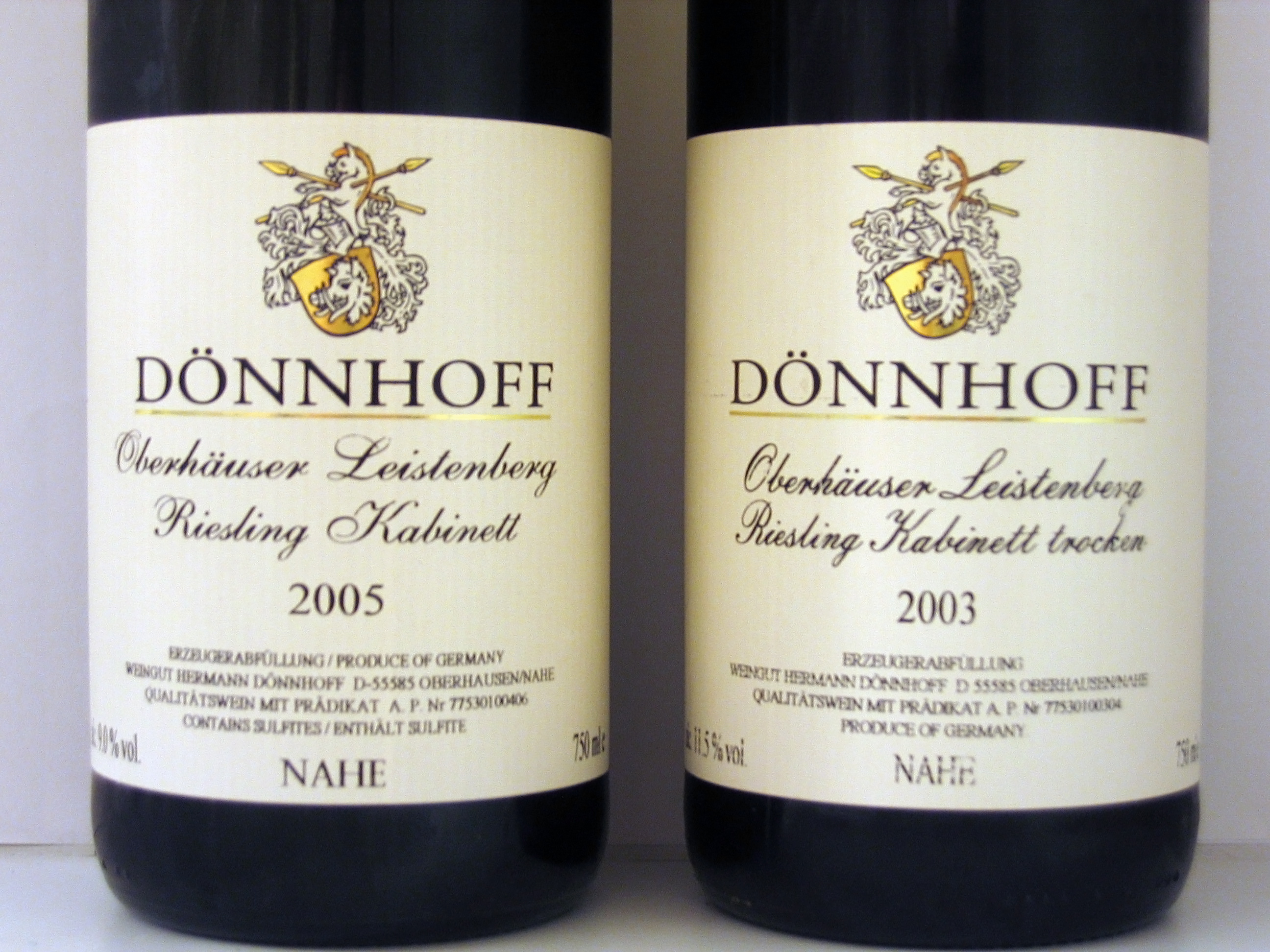
Rótulos de vinhos finos alemães com brasões tradicionais.

Os brasões também foram assimilados pela nova cultura do logotipo, da sinalização e da marca registrada comercial, mas as empresas podem adotar alguns elementos heráldicos em suas marcas e logotipos sem aderirem às regras heráldicas rigorosas. Segundo o designer publicitário Jon Dowling, a adoção de elementos heráldicos em logos contemporâneos se explica por vários motivos: empresta dignidade e respeitabilidade à marca, faz um apelo a um imaginário romântico, ou se insere em uma onda de recuperação de artesanatos e simbolismos tradicionais contrária à massificação, e acrescentou: "o público responde bem à nostalgia. [...] Muitos designers estão criando marcas que se contrapõem intencionalmente aos logos altamente estilizados e polidos associados ao consumo de massa, e estão se voltando para meios artesanais como caligrafia, simbolismo tradicional e embelezamento histórico".
Elementos heráldicos são igualmente usados na decoração de interiores contemporânea, aplicados em tecidos, tapetes, objetos e paredes. Clive Cheesman, oficial do College of Arms do Reino Unido, acredita que especialmente as figuras heráldicas geométricas são atraentes para decoração porque podem ser repetidas formando padrões que produzem efeitos semelhantes à Op art. Para o decorador Job Smeets, "coisas heráldicas sempre parecem poderosas, formais e estáticas, mas damos uma nova vida e tornamos o contexto relevante de uma maneira cheia de humor". Já a decoradora Sue Timney incorpora a heráldica aos objetos que cria para "transmitir um senso de história".
Em países onde inexistem alçadas regulamentadoras, qualquer pessoa ou família pode adotar um brasão. Para o pesquisador Andoni Leibar, a recuperação da heráldica familiar pode contribuir para localizar a família em um contexto histórico e criar uma perspectiva transgeracional sobre a evolução da sociedade. Mesmo no caso de criação de armas novas para famílias não armígeras, isso pode estreitar os laços familiares em um mundo pressionado por forças centrífugas e ampliar a sensibilização em relação a outras questões patrimoniais e culturais da dimensão pública que estão negligenciadas e merecem atenção.
Paralelamente a isso, proliferam pseudo-autoridades e empresas comerciais que prometem, mediante pagamento, descobrir os antigos brasões familiares mas na verdade enganam seus clientes com brasões falsificados. Incontáveis famílias nunca tiveram brasão, mas tipicamente essas empresas sempre entregam algum, e seu método usual é encontrar alguma família legitimamente armígera que tenha o mesmo sobrenome do cliente, entregando-lhe o brasão de uma família que não é a sua, embora homônima. Muitas pessoas acreditam que possuir o mesmo sobrenome é sempre um sinal seguro de parentesco, mas isso é um mito, muitas famílias homônimas não possuem nenhuma relação de consanguinidade, mas aquela crença possibilita que a fraude heráldica passe facilmente despercebida entre os leigos. Noutras vezes o brasão entregue é inteiramente fantasioso.

## As regras da Heráldica

### Brasonamento
A descrição dos brasões se faz através de um jargão técnico conhecido como brasonamento, que usa um estilo, uma sintaxe e um vocabulário peculiares. A primeira coisa que é descrita num escudo é o esmalte (cor) do campo; seguem-se a posição e esmaltes das diferentes figuras existentes no escudo. Estas figuras ou cargas são descritas de cima para baixo, e da direita (dextra) para a esquerda (sinistra). Na verdade, a dextra (do latim dextra, -æ, "direita") refere-se ao lado esquerdo do escudo, e a sinistra (do latim sinistra, -æ, "esquerda") ao lado direito, tal como este é visto pelo observador. A razão porque isto sucede prende-se com o fato de a descrição se referir ao ponto de vista do portador do escudo, e não do seu observador.

### Escudo e lisonja

Bandeira com escudo do estado de Connecticut

O foco da heráldica moderna é o brasão, ou cota de armas, cujo elemento central é o escudo. É no escudo que se apresentam os principais símbolos identificadores da pessoa, família ou instituição. Também é ele que carrega modificações derivadas de diferentes graus de parentesco, aumentos ou honras adicionais recebidas, e partições derivadas de herança de outras famílias ou casamentos. Em geral, a forma do escudo empregado numa cota de armas é irrelevante, porque essas formas se modificaram através dos séculos acompanhando a evolução das correntes estéticas dominantes e os usos locais.
Mas é claro que há ocasiões em que um brasão especifica um formato particular de escudo. Estas especificações ocorrem principalmente fora do contexto europeu, como na cota de armas de Nunavut e na antiga República de Bophuthatswana, com o exemplo ainda mais insólito da Dakota do Norte, enquanto o Estado de Connecticut especifica um escudo "rococó". — a maioria fora do contexto europeu, mas não todos: constam dos registros públicos escoceses um escudo oval, da Lanarkshire Master Plumbers' and Domestic Engineers' (Employers') Association, e um escudo quadrado, da organização Anglo Leasing.
Tradicionalmente, como as mulheres não iam à guerra, elas não carregavam escudos; em vez disso, as cotas de armas femininas eram ostentadas numa lisonja — um losango apoiado num de seus ângulos agudos. Ainda é desse modo na maior parte do mundo, embora algumas autoridades da Heráldica (como as escocesas, cujas armas femininas são ovais) façam exceções. No Canadá, a restrição contra mulheres ostentarem armas num escudo foi eliminada. O clero não combatente também fez uso da lisonja e de escudos ovais. São as seguintes as formas tradicionais dos escudos:
1. Escudo clássico ou francês antigo

Formas dos escudos

2. Escudo francês moderno, somático ou samnítico
3. Escudo oval ou do clero
4. Escudo em losango, feminino ou lisonja
5. Escudo de torneio ou de bandeira
6. Escudo italiano ou de cabeça de cavalo
7. Escudo suíço
8. Escudo inglês
9. Escudo alemão
10. Escudo polaco
11. Escudo espanhol, ibérico, peninsular, português ou flamengo

#### Organização do escudo ou partes do escudo

Para localizar-se no escudo, este foi dividido em nove zonas, chamadas pontos ou partes do escudo. Estes pontos são identificados com nomes, que variam segundo o autor, com exceção do ponto central, chamado de "coração", "abismo" ou "centro"
Dois outros pontos, citados por todos, são o "ponto de honra" (A) e o "umbigo" (Ω). Mas se para alguns, trata-se de área equivalente aos primeiros, posta sobre duas zonas, para outros trata-se de pontos em sentido geométrico, situados no centro das fronteiras 2-5 e 5-8.
Quaisquer que sejam os autores, há simetria de denominações entre 1 e 3, 4 e 6, 7 e 9 nos quais direita para 1, 4 e 7 corresponde a esquerda para 3, 6 e 9. — Em heráldica, esquerda e direita são aquelas de quem porta o escudo.
Definições dos pontos:
- Ponto 1: cantão direito do chefe (Duhoux D'Argicourt o chama "ângulo direito do chefe" que designa segundo outros autores o ângulo material do escudo);
- Ponto 2: centro do chefe (numerosos autores o chamam simplesmente "chefe" mas não confirmam tal denominação na sua definição de "chefe");
- Ponto 3: cantão esquerdo do chefe;
- Ponto 4: flanco direito (mesma observação feita para o chefe);
- Ponto 5: centro, abismo ou coração;
- Ponto 6: flanco esquerdo (mesma observação feita para o chefe);
- Ponto 7: cantão direito da ponta (Duhoux D'Argicourt como em 1, fala em "ângulo");
- Ponto 8: centro da ponta. A maior parte dos autores usam só ponta (mas se encontra mais frequentemente confirmação da definição de ponta). Às vezes, encontra-se pé;
- Ponto 9: cantão esquerdo da ponta.

#### Esmaltes
| Cores principais | Cores principais | Cores principais | Cores principais | Cores principais | Metais principais | Metais principais | Peles principais | Peles principais |
| ---------------- | ---------------- | ---------------- | ---------------- | ---------------- | ----------------- | ----------------- | ---------------- | ---------------- |
| Blau ou Azure    | Gules            | Sable            | Sinopla ou Vert  | Purpure          | Jalde ou Or       | Argento           | Arminho          | Veiro            |

Esmaltes são as cores usadas na heráldica, embora haja certos padrões, chamados peles, e representações de figuras em suas cores naturais, ou da sua cor (distintas das cores representáveis), que também são tratados como esmaltes. Como a heráldica é, em sua essência, um sistema de identificação, a convenção heráldica mais importante é a regra da contrariedade das cores (Armorial Siebmacher cerca de 7% dos brasões violam esta regra. Uma exceção famosa é a das armas do Reino de Jerusalém, que consistem numa cruz de ouro em fundo prata. Quando uma figura sobrepõe uma parte do fundo do escudo, a regra não se aplica.
Os nomes usados na brasonaria lusófona para as cores e metais provêm principalmente do francês. Os mais comuns são Jalde ou Or (ouro), Argento (prata), Blau ou Azure (azul), Gules (vermelho), Sable (preto), Sinopla ou Vert (verde) e Purpure (púrpura). Outras cores são utilizadas ocasionalmente, normalmente para finalidades especiais.
Certos padrões chamados peles podem aparecer num brasão, e são (de modo um tanto arbitrário) classificados como esmaltes. As duas peles comuns são o Arminho e o Veiro. O Arminho representa a pelagem hibernal do arminho (branca com a cauda preta). O veiro representa um tipo de esquilo que tem o dorso azulado e o ventre branco. Costuradas lado a lado, formam um padrão alternado de formas azuis e brancas.
Figuras heráldicas podem ser representadas em suas cores naturais. Muitos objetos da natureza, como plantas e animais, são descritos como de sua cor neste caso. Figuras de sua própria cor são muito frequentes como timbres e suportes. O abuso do esmalte de sua cor é visto como uma prática viciosa e decadente.

#### Partições do escudo

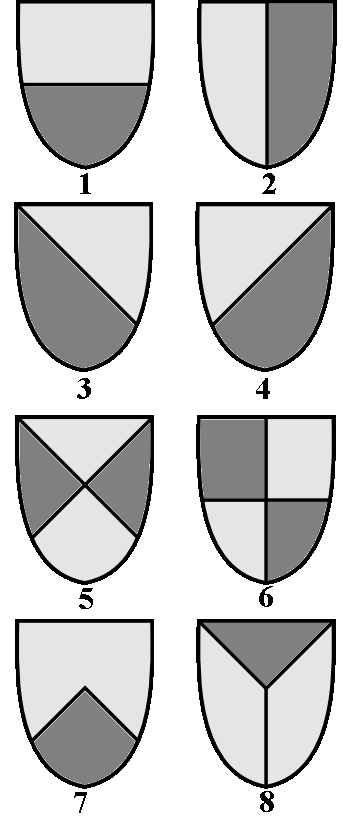
Partições do escudo

O campo de um escudo, na heráldica, pode ser dividido em mais de um esmalte; do mesmo modo as várias figuras do escudo. Muitas cotas de armas consistem simplesmente de uma divisão do escudo em dois esmaltes contrastantes. Como estas são consideradas partições do escudo, a regra da contrariedade das cores pode ser ignorada. Por exemplo, um escudo dividido em partições azure e goles seria perfeitamente aceitável. A linha que divide o escudo em partições pode ser reta ou seguir padrões — serrilhados, ondulados, dentados, ou diversos outros.
As variações de pintura seguem certos padrões de esmaltes, bem como as partições do escudo. As partições mais comuns resultam num escudo:
1. Cortado (dividido na horizontal)
2. Partido (dividido na vertical)
3. Fendido (dividido diagonalmente a partir do canto direito)
4. Talhado (dividido diagonalmente a partir do canto esquerdo)
5. Franchado (fendido e talhado)
6. Esquartelado (cortado e partido)
7. em Asna (dividido por um "V" invertido)
8. Terciado (dividido em três partes). Pode ser:
  1. Em pala (três partes verticais)
  2. Em faixa (três partes horizontais)
  3. Em banda (três partes, a do meio diagonal a partir do canto esquerdo)
  4. Em barra (três partes, a do meio diagonal a partir do canto direito)
  5. Em mantel (como duas cortinas que se abrem da parte superior central da partição)

#### Peças

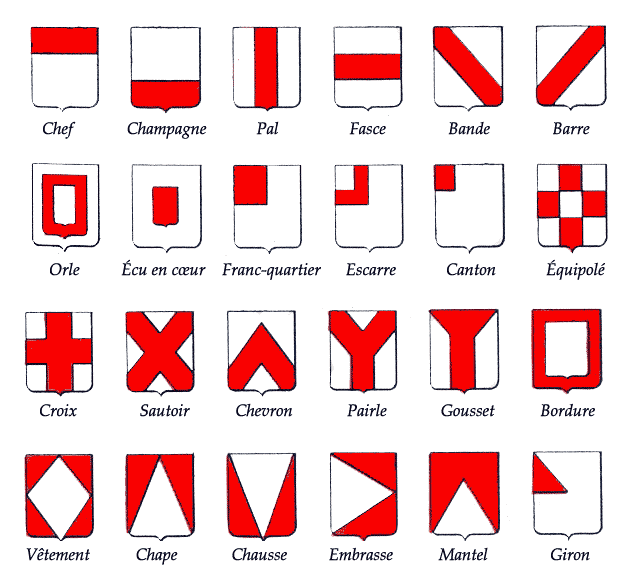
Peças (em vermelho) de acordo com Larousse (1923), respectivamente: Chefe, Ponta (Campanha), Pala, Faixa, Banda, Contrabanda (Banda sinistra), Orla, Escudete, Franco-quartel, Esquadro, Cantão, Equipolado, Cruz, Sautor, Chevron, Pálio, Gousset, Bordadura, Vestido, Cortinado, Calçado, Embraçado, Mantelado e Girão.

Nos primórdios da heráldica, formas retilíneas muito simples e com traço grosso eram pintadas nos escudos. Estas poderiam ser facilmente reconhecidas à distância e lembradas. Assim, serviam ao propósito-mor da Heráldica: identificação. À medida que escudos mais complexos passaram a ser usados, estas formas grossas foram separadas numa categoria à parte, as peças. Elas funcionam como figuras, e sempre são descritas primeiro na brasonaria. A menos que seja expressamente especificado de outra forma, elas se estendem de borda a borda do campo. Existem peças de primeira ordem (oras chamadas honrarias, embora este vocábulo seja por vezes usado como sinônimo de peça) e segunda ordem (ordinárias).
Embora esta classificação não seja unânime, algumas normalmente são classificadas como de primeira ordem: estas incluem a cruz, a faixa, a pala, a banda e a aspa, soter ou sautor.
Entre as que normalmente são classificadas como de segunda ordem estão a bordura, o chefe, os flancos e o cantão.
As peças podem aparecer em séries paralelas; nestes casos, embora a brasonaria inglesa nomeie-os no diminutivo plural, a francesa não faz tal distinção. Salvo ressalva expressa, uma peça é desenhada com linhas retas, mas também podem seguir padrões serrilhados, ondulados, dentados, ou diversos outros.

#### Figuras
Uma figura é um objeto aposto num escudo heráldico ou em qualquer outro objeto de uma composição armorial. Qualquer coisa encontrada na natureza ou na tecnologia pode aparecer num armorial como uma figura heráldica. Figuras podem ser animais, objetos ou formas geométricas. As figuras mais frequentes são a cruz, com suas centenas de variações, o leão e a águia. Outros animais comuns são o alce, o javali, a merleta e o peixe. Dragões, morcegos, unicórnios, grifos e criaturas ainda mais exóticas aparecem tanto como figuras quanto como suportes.
Animais são encontrados em posições estereotipadas, ou atitudes. Quadrúpedes frequentemente são encontrados rampantes — sobre as patas traseiras. Outra atitude frequente é a passante, do animal andando, como os leões das Armas Reais da Inglaterra. Águias quase sempre estão com as asas espraiadas.
Na heráldica inglesa, símbolos como o crescente, a moleta, a merleta, o anelete, a flor-de-lis e a rosa podem ser adicionados a um escudo para brisurá-lo. Estas brisuras são mostradas em tamanho menor do que figuras comuns, e mesmo assim não é certo que um escudo contendo uma figura assim pertença a um ramo familiar. Todas essas figuras ocorrem frequentemente em cotas de armas basicamente indistintas.

### Elmo e timbre

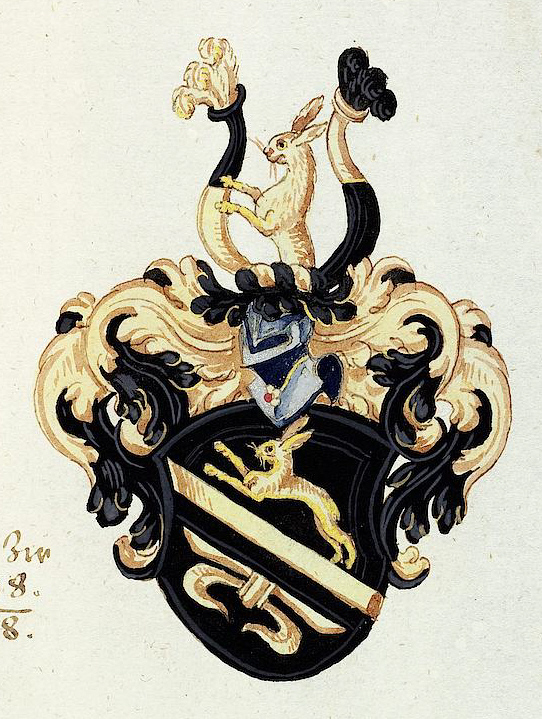
Duas probóscides emplumadas e um coelho no timbre de Helias Haimschwanger, burguês de Passau.

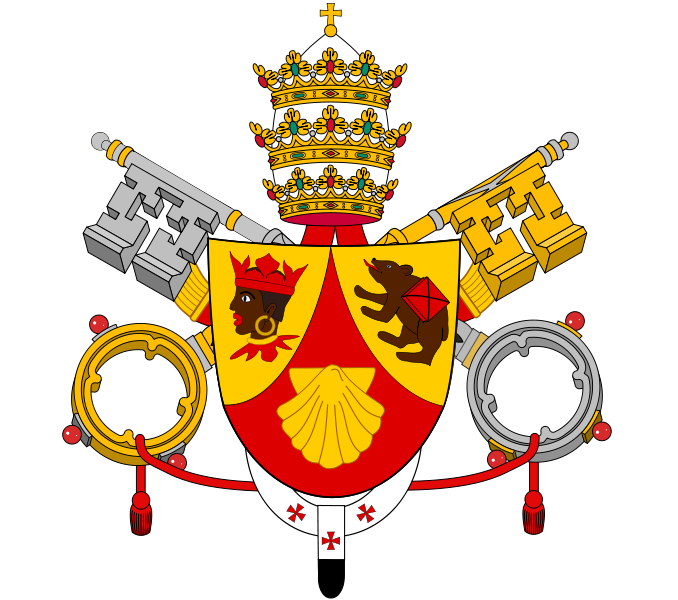
Brasão de Bento XVI, com a tiara recuperada

A palavra timbre é usada para se referir a toda uma categoria de adornos heráldicos. O uso técnico do termo heráldico timbre refere-se a apenas um componente de todo um conjunto. O timbre jaz no topo de um elmo que, por sua vez, apoia-se sobre a parte mais importante do conjunto: o escudo.
O timbre moderno evoluiu da figura tridimensional colocada sobre os elmos dos cavaleiros como meios adicionais de identificação. Na maioria das tradições heráldicas as mulheres não ostentam timbres, embora esta tradição venha sendo relaxada em algumas jurisdições heráldicas, e a cota de Lady Marion Fraser, apresentada numa lisonja, tinha um elmo, um timbre e um mote.
O timbre geralmente é encontrado num virol, algumas vezes dentro de um coronel. Timbres-coronéis geralmente são mais simples do que os coronéis de nobreza, mas existem formas especializadas variadas: por exemplo, no Canadá, descendentes dos Lealistas do Império Britânico têm o direito de usar o coronel lealista militar (os descendentes de membros dos regimentos Lealistas) ou o coronel lealista civil (os outros).
Quando o elmo e o timbre são ostentados, costumam ser acompanhados de um lambrequim. Originalmente, tratava-se de um tecido usado sobre o fundo do capacete como proteção parcial contra o aquecimento provocado pelo sol. Hoje, sua forma é de uma capa estilizada pendendo do elmo. Na heráldica britânica, é típico que a superfície externa do lambrequim seja da cor principal do escudo, e a superfície interna, do principal metal — embora os pares no Reino Unido usem colorações padronizadas, a despeito da posição nobiliárquica ou das cores de suas armas. O lambrequim por vezes é ilustrado com as bordas rasgadas, como se houvesse sofrido dano em combate, embora as bordas de muitos seja simplesmente decorada à vontade do brasonador.
O clero costuma evitar ostentar elmos ou timbres em suas cotas de armas. Membros do clero podem mostrar a indumentária apropriada — geralmente, um chapéu de copa baixa e abas largas, chamado "galero" fora da heráldica, cujas cores e borlas indicam hierarquia. Ou, no caso das armas papais, utilizava-se uma coroa tripla elaborada, conhecida como tiara papal, pelo menos até o papa Bento XVI ser eleito em 2005. Bento XVI, por sugestão do arcebispo Piero Marini, havia quebrado a tradição milenar ao substituir a tiara pela mitra em suas armas. Porém, a 10 de outubro de 2010, o papa Bento XVI mandou inserir a tiara em seu brasão, conforme projeto de Pietro Siffi, da "Ars Regia", uma firma especializada da cidade de Ferrara, recuperando a heráldica tradicional dos papas.
O clero ortodoxo e presbiteriano às vezes adota indumentária capital diferente em suas armas.
Na tradição anglicana, membros do clero podem passar timbres para sua descendência, mas raramente os ostentam em seus próprios escudos.

### Motes
O mote, lema ou divisa armorial é a frase ou conjunto de palavras que descreve a motivação ou intenção da pessoa ou corporação detentora das armas. Não é ignorada a possibilidade de formar um trocadilho com o nome da família, como no lema de Thomas Nevile — "Ne vile velis" —. Motes geralmente são modificados à vontade e não são parte integrante do patrimônio heráldico. Motes podem ser encontrados tipicamente em um pergaminho sob o escudo, chamado listel. Na heráldica escocesa, em que o mote é garantido como parte do brasão, ele costuma ser mostrado em um listel acima do timbre, e não pode ser modificado à vontade. Um mote pode ser escrito em qualquer idioma.

### Suportes e outras insígnias

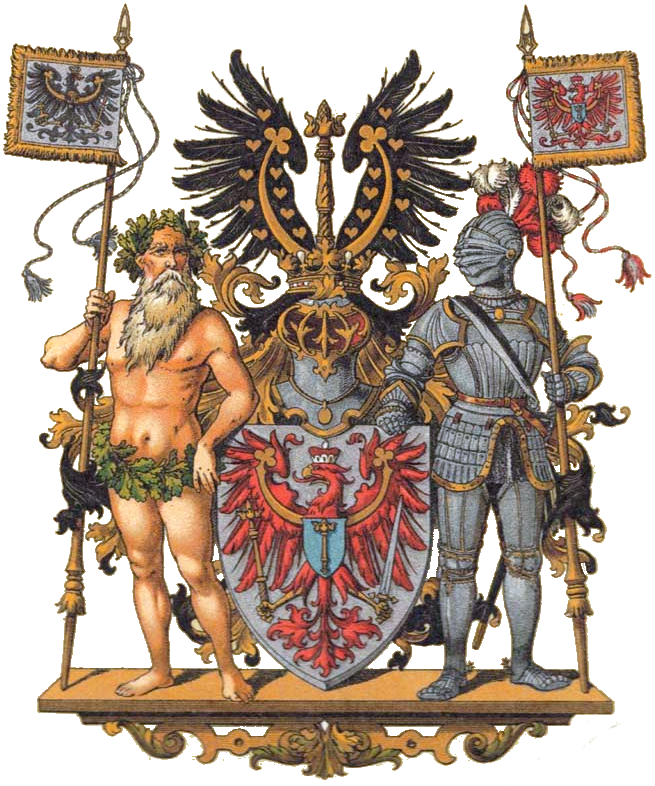
Tenentes (selvagem e cavaleiro medieval) nas armas da província prussiana do Brandemburgo

Suportes ou tenentes são figuras de humanos ou animais, ou, muito raramente, de objetos inanimados, normalmente colocados de cada lado de uma cota de armas, como se a estivessem suportando. Em muitas tradições, o uso de suportes passou a seguir padrões estritos, que o limitavam a certas classes sociais. No continente europeu, costuma haver menos restrições ao uso de suportes. No Reino Unido, apenas os pares do reino, uns poucos baronetes, os membros sênior de ordens de cavalaria e algumas corporações têm o direito de usar suportes. Estes frequentemente têm um significado local ou uma ligação histórica com o detentor da cota de armas.
Se o detentor das armas tiver o título de barão, cavaleiro hereditário ou maior, ele pode ostentar um coronel de nobreza em seu escudo. Enquanto no Reino Unido ele aparece entre o escudo e o elmo, na heráldica continental costuma estar aboletado acima do timbre.
Outra adição que pode ser feita a uma cota de armas é a insígnia de um baronete ou de uma ordem de cavalaria. Esta geralmente é representada por um colar ou faixa similar ao redor do escudo. Quando as armas do cavaleiro e de sua esposa são mostradas numa única apresentação, a insígnia de cavalaria cerca apenas as armas do marido, e as da esposa são costumeiramente cercadas tão-somente por uma guirlanda ornamental de folhas, sem significado heráldico, tão-somente pelo equilíbrio estético.

### Diferenciação e brisuras
Como as armas passam de pais para filhos, e a maioria dos casais têm mais de um filho, em algumas tradições regionais considerou-se necessário distinguir as armas dos irmãos e outros familiares das armas originais, passadas de primogênito a primogênito, através do acréscimo de diferentes marcas nos brasões, as brisuras.